# Pompeia
|  | Per a altres significats, vegeu «Pompeia (desambiguació)». |

Pompeia (llatí: Pompeii) és una ciutat de l'antiga Roma, a la Campània, que va ser destruïda per l'erupció del Vesuvi l'any 79; el seu recinte arqueològic (juntament amb el d'Herculà i Oplontis) fou declarat Patrimoni de la Humanitat per la UNESCO el 1997, ja que totes tres ciutats «constitueixen un testimoni complet i vivent de la societat i de la vida quotidiana en un moment precís del passat, i no tenen equivalent enlloc del món». Les ruïnes de Pompeia van rebre 2.571.725 visitants el 2007.

## Història
L'historiador Estrabó diu que Pompeii, com l'anomenaven els romans, era una ciutat dels oscs que després fou ocupada pels etruscs i més tard pels samnites, que barrejats van originar el poble dels campanis. Era un port a la badia de Nàpols, a la desembocadura del Sarnus (Sarno), situada entre Herculà i Estàbia.
Va passar a Roma amb la resta de la Campània: el 310 aC és esmentada per primer cop en la Història de Roma de Titus Livi, quan hi va desembarcar una flota dirigida per Publi Corneli Arvina i, des d'allí, van assolar el territori de Nucèria.

Plànol de Pompeia, amb les distintes regiones o districtes en què estava dividida.

En l'època de les guerres samnites (lliurades entre el 343 i el 290 aC), Pompeia formava part de la lliga de les ciutats de la Campània pertanyents a Nucèria. La lliga va lluitar contra Hanníbal com a aliada dels romans. Del govern de la ciutat, se sap que, en el període samnita, era governada per un magistrat, anomenat Medix Tuticus, que sembla que tenia també una administració de justícia.
No torna a aparèixer fins a la Guerra social, el 91 aC, quan es va sumar a la revolta dels italians. El 89 aC, encara estava en rebel·lió i fins que Sul·la no va derrotar les forces de Luci Cluenci, a qui van assetjar a Nola, no es va poder iniciar el setge de Pompeia. No es coneix el resultat final del setge, però el que és segur és que la ciutat fou ocupada per Sul·la, fos per rendició o assalt; com que no va patir cap càstig greu, cal pensar que fou per rendició. Els habitants van rebre, poc després, la ciutadania romana però foren privats d'una part del seu territori, on es va establir una colònia militar del dictador Sul·la.
A la segona meitat del segle i aC, la ciutat va esdevenir un dels llocs preferits dels romans per edificar-hi les seves residències d'esbarjo. Tant a la ciutat com a la rodalia, s'hi van construir moltes vil·les, entre elles la de Ciceró. La ciutat va continuar igual sota l'imperi i era cada vegada més important.
L'any 59, es van produir seriosos disturbis a l'amfiteatre de la ciutat entre els pompeians i els colons vinguts de Nucèria, amb el resultat de diversos morts i ferits; com a càstig, Neró hi va prohibir les obres de teatre i les exhibicions de gladiadors durant 10 anys. El 5 de febrer de l'any 62, va patir un terratrèmol i va quedar parcialment destruïda. Just s'estava acabant de reconstruir quan fou colgada de cendra per l'explosió del Vesuvi l'any 79.

### El govern de la ciutat: el municipi i la colònia romana
La primera informació confirmada sobre la vida pública a Pompeia data del segle ii aC, quan l'augment de la documentació escrita conservada permet saber que la ciutat va ser governada per un magistrat elegit anualment i un consell compost per exmagistrats. Aquesta forma de govern va canviar arran de la participació de Pompeia, entre el 91 i el 89 aC, en l'anomenada Guerra social, declarada contra els romans pels seus socis (els aliats) per tal d'obtenir la ciutadania romana.

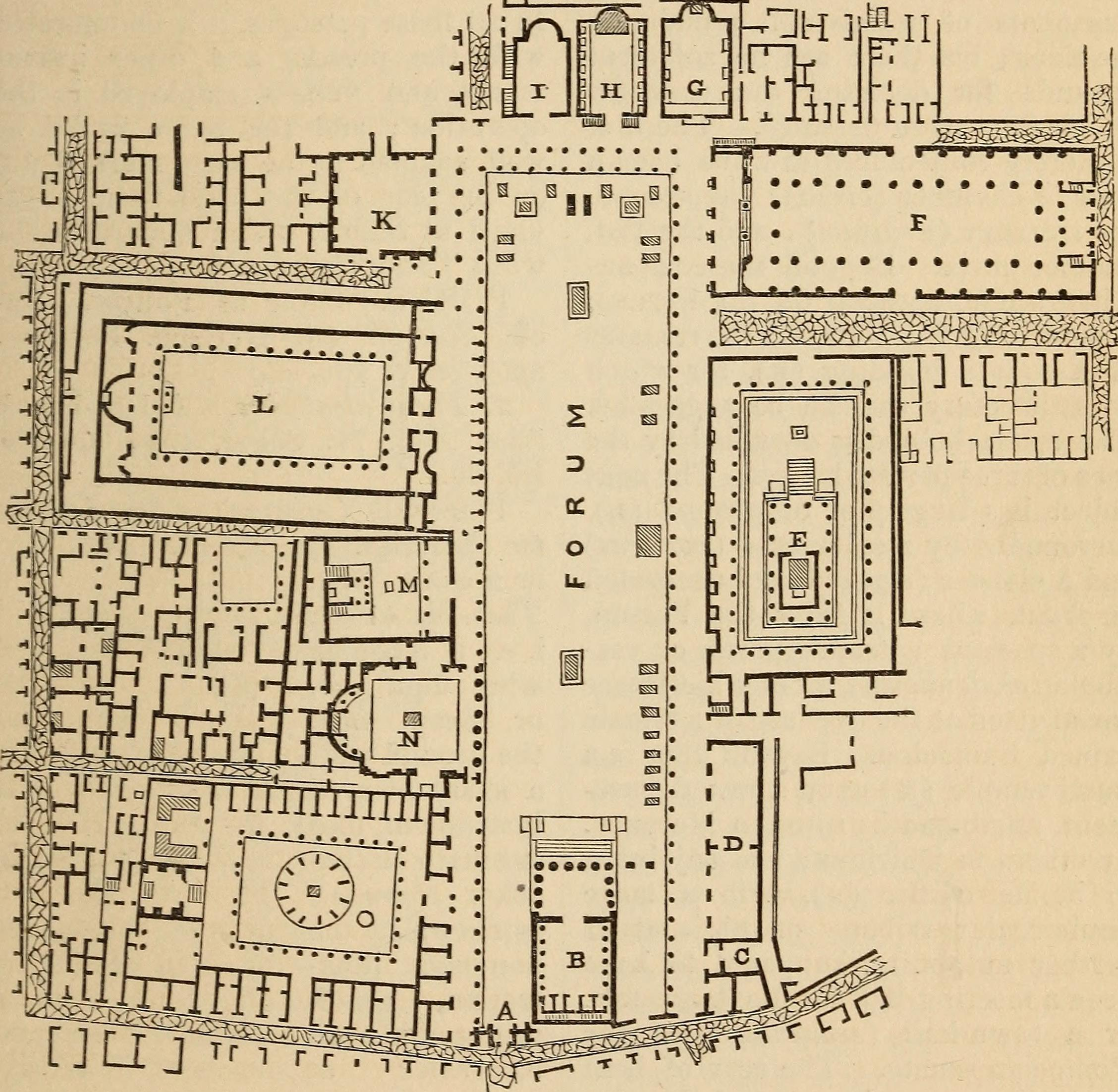
Planta del Fòrum, centre de la vida pompeiana.

Després de la conquesta per part de les tropes romanes, sembla que Pompeia es va convertir en un municipi (municipium). En la pràctica, això significava que els habitants de Pompeia, com els de tots els municipis, van assumir la ciutadania romana pel que fa a les seves obligacions ciutadanes —per exemple, fiscals i militars—, però no els drets dels ciutadans.
En essència, els habitants dels municipis van perdre la llibertat política. El que Roma els va donar va ser una autonomia administrativa local; en aquest cas, a càrrec d'un consell de quatre magistrats (quattuoviri), al costat del qual hi havia un qüestor (quaestor). Igual que als altres municipis, a Pompeia se li va donar l'oportunitat d'exercir la seva pròpia jurisdicció.
El 80 aC, es produeix un canvi important quan Luci Corneli Sul·la funda a Pompeia la Colonia Cornelia Veneria Pompeiorum.
A diferència del concepte actual de colònia (terra llunyana subordinada a una metròpoli), la colònia estava creada per un grup de ciutadans que —originalment per raons militars, i més endavant per raons demogràfiques— s'unien, sota l'ordre d'un magistrat, per fundar una nova ciutat, considerada com una branca separada de la mare pàtria. Quan aquesta colònia s'instal·lava en un lloc ja habitat —com en el cas de Pompeia—, comportava que dos grups amb diferents institucions culturals i polítiques haguessin de veure's obligats a conviure. En aquest cas, sembla que Sul·la es va instal·lar a Pompeia amb els seus seguidors més fidels —segons les estimacions més fiables, entre cinc i sis mil—, alguns amb la família, i per això van confiscar les torres i els habitatges necessaris.

Plànol de Pompeia on es ressenyen (en anglès) els principals edificis i vies urbanes.

Les conseqüències van ser traumàtiques i van alterar de manera important l'equilibri local. Algunes fonts parlen de mesures que no sols van privar els antics habitants del dret de vot (suffragium), sinó que fins i tot haurien restringit el seu dret a circular lliurement per la ciutat (ambulatorium). Però investigacions recents matisen que, si bé l'arribada dels nous colons va tenir una fase inicialment problemàtica, durant la qual els residents antics van ser exclosos dels llocs de poder, això no va suposar un relleu de les classes dirigents. En poques dècades, la convivència entre habitants nous i antics es va assentar.
Una prova de la distensió entre els dos grups és la participació conjunta en l'organització de la magistratura. La cambra municipal dels quattuoviri va ser substituïda per dos duumviri o duoviri, és a dir, va passar a estar formada de quatre a només dos magistrats. El més important, l'anomenat duumvir iuri dicundo, era responsable de l'administració de justícia. A aquests duumvirs els incumbia convocar i presidir les assemblees —que triaven els magistrats— i el consell ciutadà (ordo decurionum), compost per cent dels magistrats anteriors. L'altre duumvir (anomenat duumvir viis aedibus sacris publicis procurandis) tenia confiada la cura dels carrers, dels edificis públics i religiosos, els mercats i l'ordre públic. A partir del 45 al 40 aC, els duumvirs van ser anomenats «edils» (aediles). De les inscripcions, sembla possible deduir que treballaven amb una jurisdicció limitada, probablement en termes de comerç i mercats, similar a la que a Roma tenien els edils curuls.
Finalment, per tal de procedir al cens dels ciutadans i actualitzar les corresponents llistes cada cinc anys, els càrrecs de duumvir iuri dicundo eren elegits com a quinquennales. Aquests magistrats, les funcions dels quals eren comparables a les dels censors de Roma, eren responsables de l'actualització del registre dels colons i tenien el poder d'exercir un cert control sobre la moral pública; així, multaven amb una «nota» els infractors que consideraven que tenien una conducta impròpia.
Les reunions del consell del decurioni eren a la Cúria, que ocupava la part central del costat sud del Fòrum. A l'est de la Cúria, se situava la seu del duoviri i, a la seva esquerra, hi havia l'edifici dels edils.

### Eleccions i cartells electorals
Cada any, quan tocava reelegir els magistrats, la població sencera de Pompeia prenia part activa en la campanya. Els mèrits i els defectes dels diferents candidats —anomenats així perquè durant el període preelectoral vestien una túnica blanca especial anomenada candida— eren objecte d'acalorats debats en tots els llocs de trobada, de les tavernes a les termes, i es pintaven cartells recomanant a la gent de donar el seu vot a un determinat candidat.
A diferència de les propagandes actuals en paper, a Pompeia es pintaven directament a les parets les exhortacions, anomenades programmata, i gràcies a això han arribat fins a nosaltres.

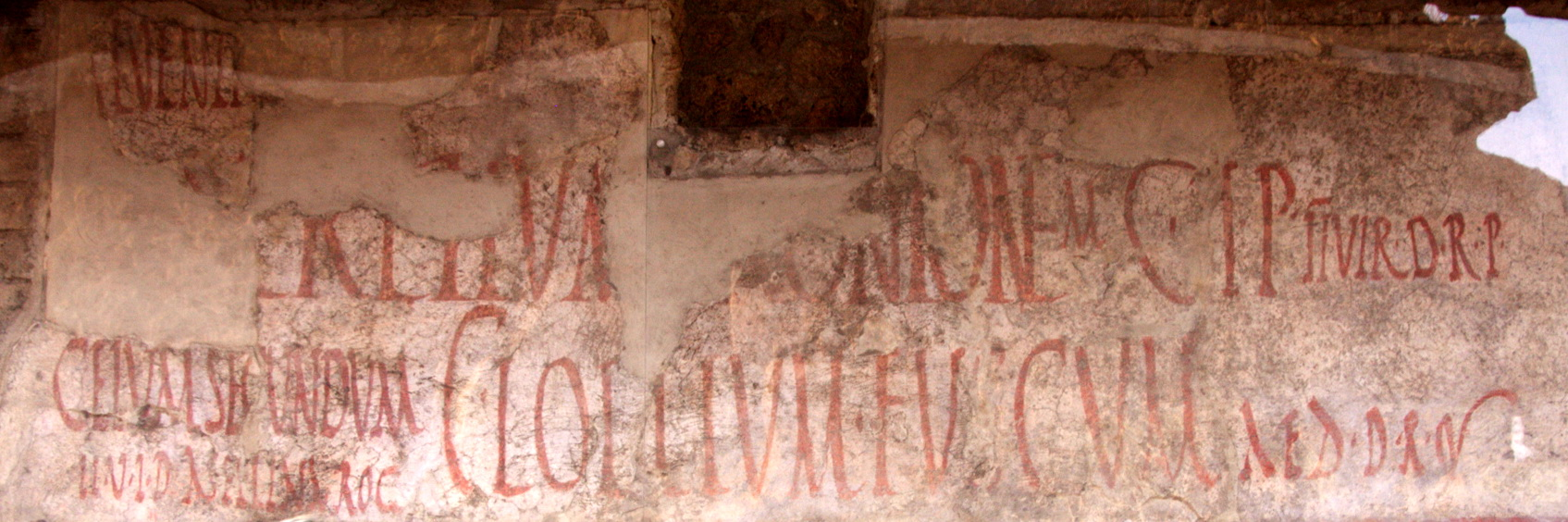
Cartell electoral a la via de l'Abundància.

En absència d'espais per a la propaganda electoral, cada habitant de la ciutat utilitzava part de les parets de casa seva en un espai emblanquinat amb calç, a càrrec d'un emblanquinador (dealbator) que, a la nit i a la llum d'una llanterna en mans d'un lanternarius, feia els cartells electorals. Però hi ha també algun cartell en què l'autor manifesta haver-ho fet gairebé tot per si mateix, com a l'emblanquinat de Musti —al carreró dels Científics, prop de la casa dels Vetis—, que després d'instar a votar per Marci Ruf com a duovir judicial, declarava: «Musti el vota i ha emblanquinat la paret i ho ha escrit tot sol, sense ajut» (Mustius fullo facit et dealbat scripsit unicus sine reliquis sodalibus).
Les programmata, per tant, no eren fetes pel candidat, que es feia propaganda tractant per tots els mitjans de ser popular i tenint cura de les relacions públiques. Per donar a tots els seus electors la impressió que es recordava d'ells, per exemple, utilitzava un esclau especial anomenat nomenclator que li recordava a cau d'orella el nom de la persona que es trobava i que anava a saludar. Però el programa electoral no era la propaganda personal del candidat, ja que no estava subscrit per ell, sinó per parents, amics i simpatitzants, i fins i tot per les associacions professionals afins.

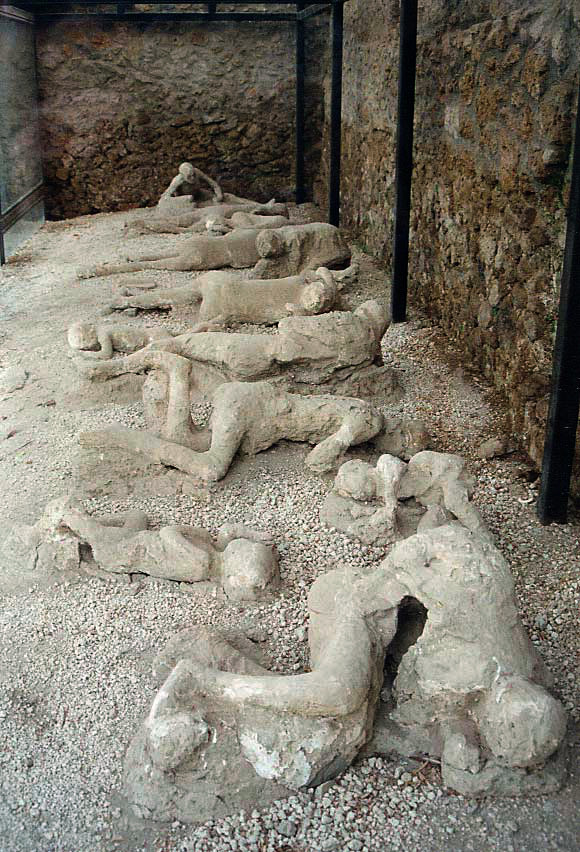
Motlles de guix de les víctimes que intentaven fugir de l'explosió del volcà, conservades a l'Hort dels Fugitius.

### L'erupció del Vesuvi
A l'alba d'aquella data fatídica de l'any 79, va aparèixer sobre el Vesuvi un gran núvol en forma de pi. A les deu del matí, els gasos que empenyien des de l'interior van fer explotar la lava solidificada que obstruïa el cràter del volcà i la van reduir a innombrables fragments (el lapil·li), que foren projectats sobre Pompeia, juntament amb una pluja de cendra tan espessa que tapava el sol. Entre terribles sacsejades i exhalacions de gasos verinosos, la ciutat va deixar d'existir aquell mateix dia i va romandre colgada durant segles sota una capa de més de sis metres de cendres i escòries volcàniques. S'ha calculat que dels 10.000 habitants que es creu que vivien a Pompeia en aquella època, en van morir uns 2.000, els uns ofegats pels gasos durant la fugida, d'altres dins de casa seva, aixafats per les teulades ensorrades sota el pes del lapil·li.
Sobre la data de l'erupció, tradicionalment s'havia donat per bo que va ocórrer el 24 d'agost segons conta Plini el Jove en una carta. Tanmateix, ha quedat demostrat que, en realitat, s'esdevingué el 24 d'octubre d'aquell any. La troballa, en 2018, d'un grafit en una casa de la Regió V, datada el 17 d'octubre, confirmaria que el mes d'agost tradicionalment assignat vindria d'un error de transcripció del text de Plini.A més, altres troballes confirmaven que en el moment de l'erupció ja havia acabat la verema i que això no podia haver passat abans del 8 de setembre. Aquesta hipòtesi rep el suport d'altres versions de la carta de Plini.

### De la desaparició de Pompeia fins avui dia
Amb el pas del temps es va perdre gairebé tota memòria de la ciutat, fins al punt que, quan el 1594 l'arquitecte Domenico Fontana, mentre construïa un canal des del Sarno cap al poble de Torre Annunziata, va descobrir algunes inscripcions epigràfiques i, fins i tot, edificis amb les parets pintades al fresc, no hi va pas reconèixer les restes de l'antiga Pompeia.

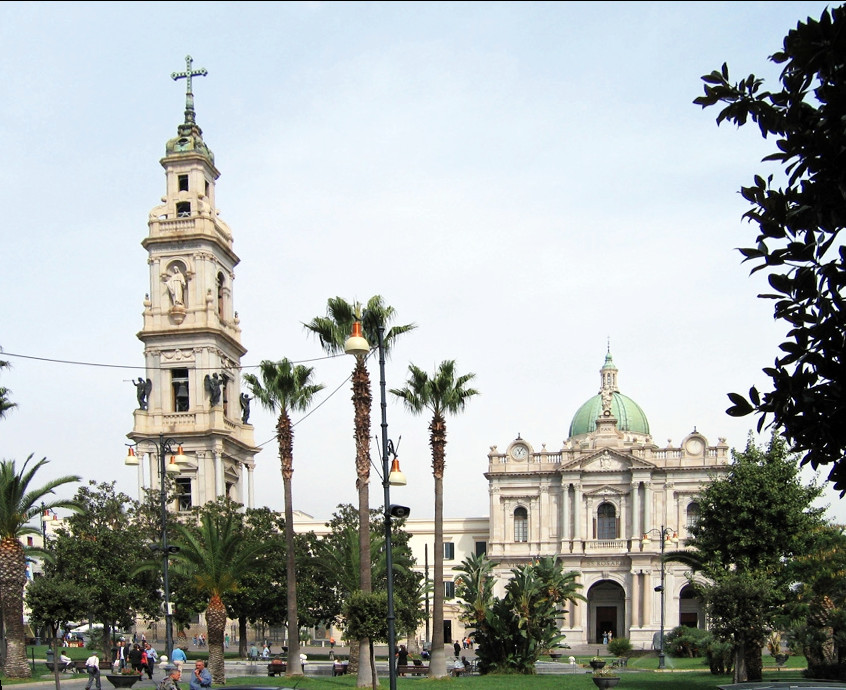
El santuari de la Beata Vergine del Rosario, a la ciutat moderna de Pompeia.

Les primeres excavacions a l'àrea de Pompeia es dugueren a terme el 1748 per voluntat del rei Carles IV de les Dues Sicílies, si bé foren bastant irregulars i no van seguir cap mètode científic. Tot sovint, els edificis que sortien a la llum eren despullats de tota mena d'objectes i obres d'art i tornats a enterrar. A la primera meitat del segle xix, es va donar un fort impuls a les tasques de desenrunament i es van explorar molts edificis privats i gairebé tot el fòrum. A partir del 1860, amb l'adveniment del Regne d'Itàlia, les excavacions es van posar sota la direcció de Giuseppe Fiorelli, que les va dur a terme de manera sistemàtica, rigorosa i científica. Va ser ell qui va tenir la idea d'obtenir motlles de les víctimes de l'erupció, injectant guix líquid en els buits que havien deixat els cossos calcinats en la cendra solidificada: aquests motlles, conservats tradicionalment a l'Antiquàrium de Pompeia i escampats també en diversos punts de la ciutat, són un dels testimonis més tràgics de la catàstrofe.
Avui dia, Pompeia apareix davant els ulls dels visitants en quasi tota la seva extensió i els transporta al dia en què el destí va aturar el curs de la seva història. Els anuncis electorals escrits a les parets, els estris domèstics, les botigues, tot sembla que encara sigui viu: la tragèdia de Pompeia no ha destruït la ciutat, sinó que només ha aturat el temps per acabar-la restituint amb l'aspecte que tenia aquell dia concret de l'any 79.
La població actual, al costat del recinte arqueològic, no fou construïda fins al segle xix, amb el nom de Valle di Pompei (avui dia és anomenada simplement Pompei), entorn del santuari de la Mare de Déu del Roser (1876-1901). Aquesta basílica, fundada pel beat Bartolo Longo, és un important centre de pelegrinatge al qual acudeixen uns quatre milions de fidels cada any i on es venera la Madonna di Pompei, tela del segle xvii de l'escola de Luca Giordano. L'any 2004, Pompeia va obtenir el títol de ciutat.

## Recinte arqueològic de Pompeia

### Porta Marina

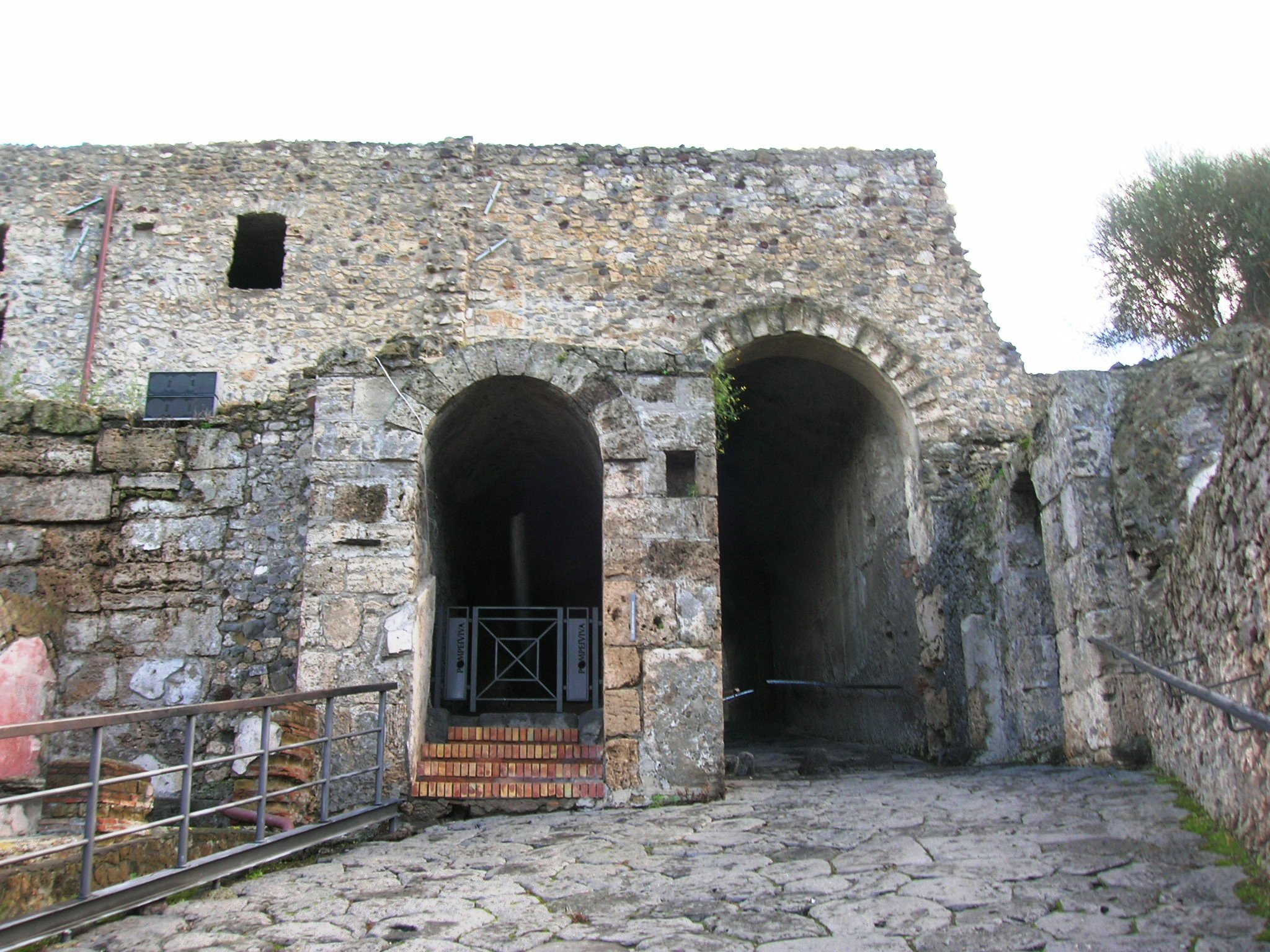
Porta Marina.

L'entrada principal al recinte arqueològic és avui dia la Porta Marina, que antigament no era pas un dels accessos més importants de la ciutat, a causa del fort pendent del camí, que el feia impracticable per als carros. La porta, d'època bastant recent i en opus incertum, presenta dos passos coberts amb volta, un per als vianants i l'altre per als qui anaven a cavall.

### Vil·la Imperial
Prop de la porta, a mà dreta, un cancell dona accés a l'anomenada Vil·la Imperial, amb un llarg pòrtic davant els murs que es pot datar cap al final del segle i aC. És molt interessant la decoració pictòrica del triclini, bastant complexa, que presenta tres grans escenes amb Teseu vencent el Minotaure, Ariadna abandonada per Teseu, i Dèdal i Ícar.

### Termes Suburbanes

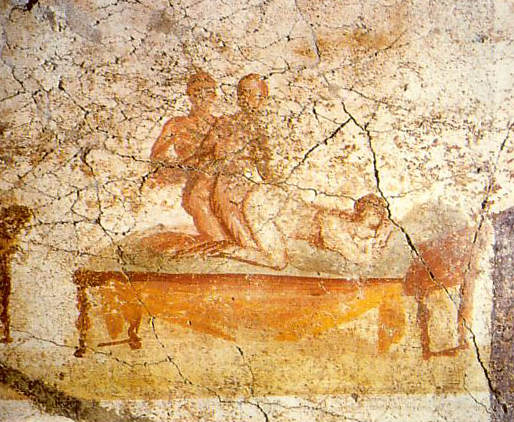
Dos homes i una dona en posició eròtica, en una pintura a la paret del bordell de les Termes Suburbanes.

A l'altra banda del carrer, a mà esquerra de la Porta Marina, es troben les restes de les Termes Suburbanes. En destaca una cambra, coberta amb volta, amb una decoració d'estuc molt refinada, amb motius geomètrics i florals i amorets. Disposaven d'un nimfeu ornat amb mosaics, un dels quals representa Mart volant juntament amb Cupido. La part superior de l'edifici, unida al turó de lava, servia d'habitatge. També disposava d'un petit bordell o prostíbul, decorat amb una sèrie d'escenes eròtiques que indicaven les prestacions que oferien les prostitutes. El conjunt és unit al moll, a la paret del qual hi ha anelles de pedra on s'amarraven les barques; sembla que aquest moll formava part del port de la ciutat, habilitat al canal que duia al mar.

### Antiquàrium
L'Antiquàrium de Pompeia, fundat el 1861 i destruït pels bombardeigs durant la Segona Guerra Mundial, fou reconstruït el 1948 segons moderns criteris museogràfics, per  a oferir un quadre complet de la història de la ciutat. Es va tancar i buidar després del terratrèmol de l'any 1980 i el 2010 era objecte de remodelació per fer-ne un nou centre d'interpretació de les ruïnes de Pompeia i del territori vesuvià. El contingut actualment és emmagatzemat, exposat al nou Antiquàrium de Boscoreale i, també, mig a la intempèrie, a l'antic mercat del gra del Fòrum.
Abans del tancament, l'Antiquàrium estava organitzat de la manera següent:

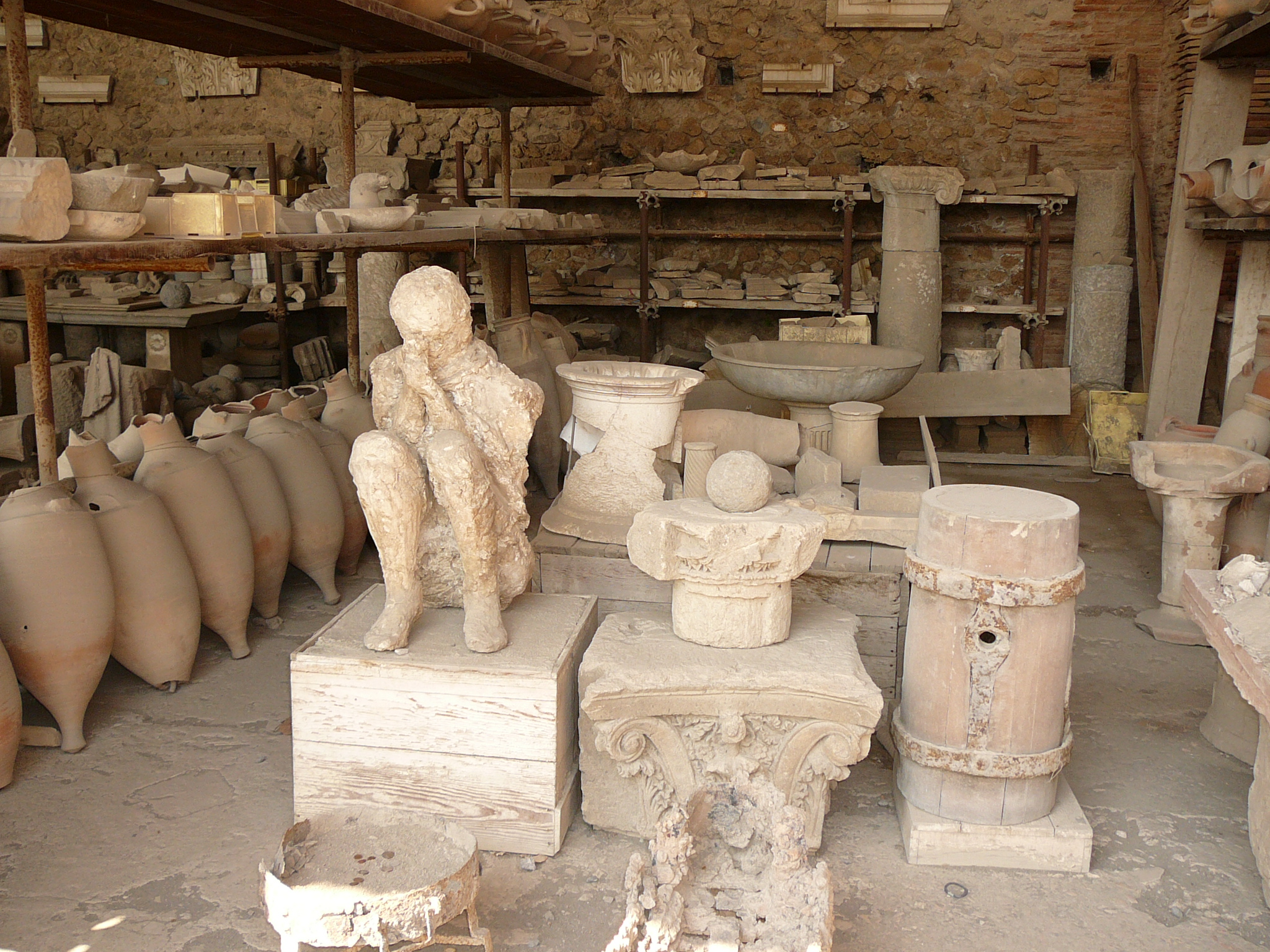
Troballes arqueològiques exposades a l'antic mercat del gra del Fòrum.

- A l'entrada s'hi exposaven algunes escultures provinents d'edificis pompeians, mentre que a les parets hi havia pintures del quart estil procedents del Pòrtic dels Triclinis. La primera sala recollia troballes arqueològiques de la Pompeia anterior als samnites: particularment interessant era el material de la necròpolis de l'edat del ferro (segles ix-VIII aC) de la vall del Sarno; a les parets s'exposaven terracotes arquitectòniques provinents de temples; en una vitrina al fons de la sala, fragments de ceràmica etrusca, àtica i coríntia trobats a la zona del temple d'Apol·lo.
- A la segona sala hi havia un timpà de pedra volcànica esculpit, procedent d'un templet pròstil dels segles III-II aC, que s'aixecava damunt el turó de Sant'Abbondio, amb les figures mitològiques de Dionís i Prosèrpina. Vora el timpà s'hi havia col·locat l'altar, també de pedra volcànica, que hi havia davant el temple; conté una inscripció en la llengua dels oscs amb el nom de l'edil Maras Atiniis, que l'havia sufragat amb els diners recaptats de les multes. Als costats de la sala, es podien admirar alguns capitells esculpits de pedra volcànica, dels segles III-II aC, provinents d'algunes cases de la via Nolana. L'estàtua de Lívia amb el mantell de sacerdotessa es va trobar a la vil·la dels Misteris. A la sala, s'exposaven també alguns retrats, entre els quals un de Marcel, gendre d'August, i dues pilastres amb els busts de Vesonius Primis i de Gai Corneli Ruf.
- La tercera sala estava dedicada al parament de les llars pompeianes: al centre, hi havia una pila de bronze del jardí de la casa del Menandre. Al mig de la quarta sala, com a il·lustració de la vida comercial i econòmica de Pompeia, hi havia les maquetes del Pòrtic dels Triclinis i de la vil·la rústica de Boscoreale, la qual comprenia la mansió del propietari, un forn de pa, un molí de gra, premses de vi i oli, un paller, un celler i les cases dels esclaus. A les vitrines, s'exposaven eines de pagès, restes carbonitzades de menjar, estufes, llums d'oli i instrumental quirúrgic. A l'Antiquàrium, es podien contemplar, a més, alguns dramàtics motlles de guix de les víctimes de l'erupció, actualment exposats al nou Antiquàrium de Boscoreale i repartits també per diversos punts de la ciutat.

### Fòrum

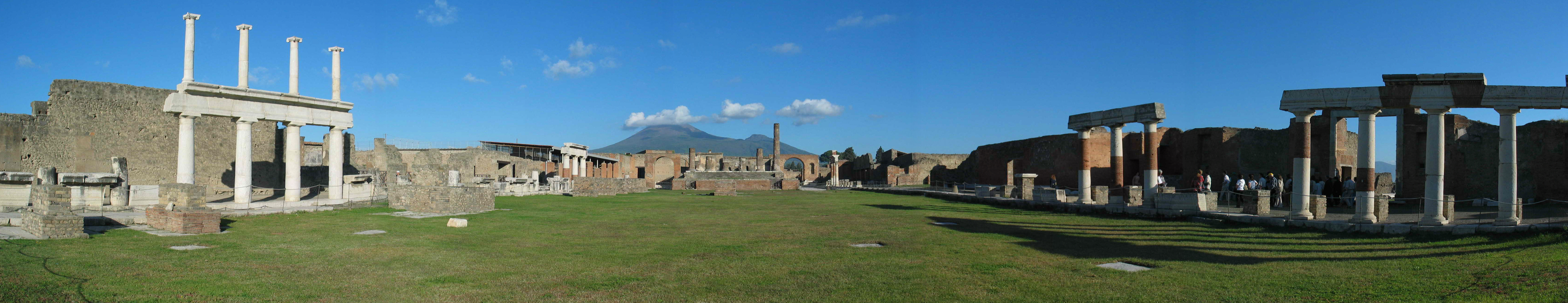
Panoràmica del Fòrum, amb el Vesuvi al fons.

Sortint del museu per la via Marina, a mà dreta, es troben els pocs vestigis restants del temple de Venus i després la Basílica, que dona al Fòrum. Emplaçat en un important nus viari, el Fòrum era el centre polític, religiós i econòmic de Pompeia. La plaça, de notables dimensions (38 x 142 m), estava envoltada per un pòrtic de columnes per tres dels costats, mentre que al costat nord hi havia el Júpiter (Capitolium).
Per evitar que els vehicles entressin dins el Fòrum, el pòrtic es va construir a un nivell més alt que la plaça, a la qual està unit per dos graons. De les nombroses estàtues commemoratives que s'aixecaven al Fòrum, només en resten les bases: probablement, encara no s'havien tornat a col·locar a lloc després del terratrèmol de l'any 62, que les devia haver malmès considerablement. Exemplar per la seva feliç i harmoniosa disposició, el Fòrum de Pompeia sembla inspirat més en el món grecohel·lenístic que no pas en models itàlics i romans.

#### Basílica

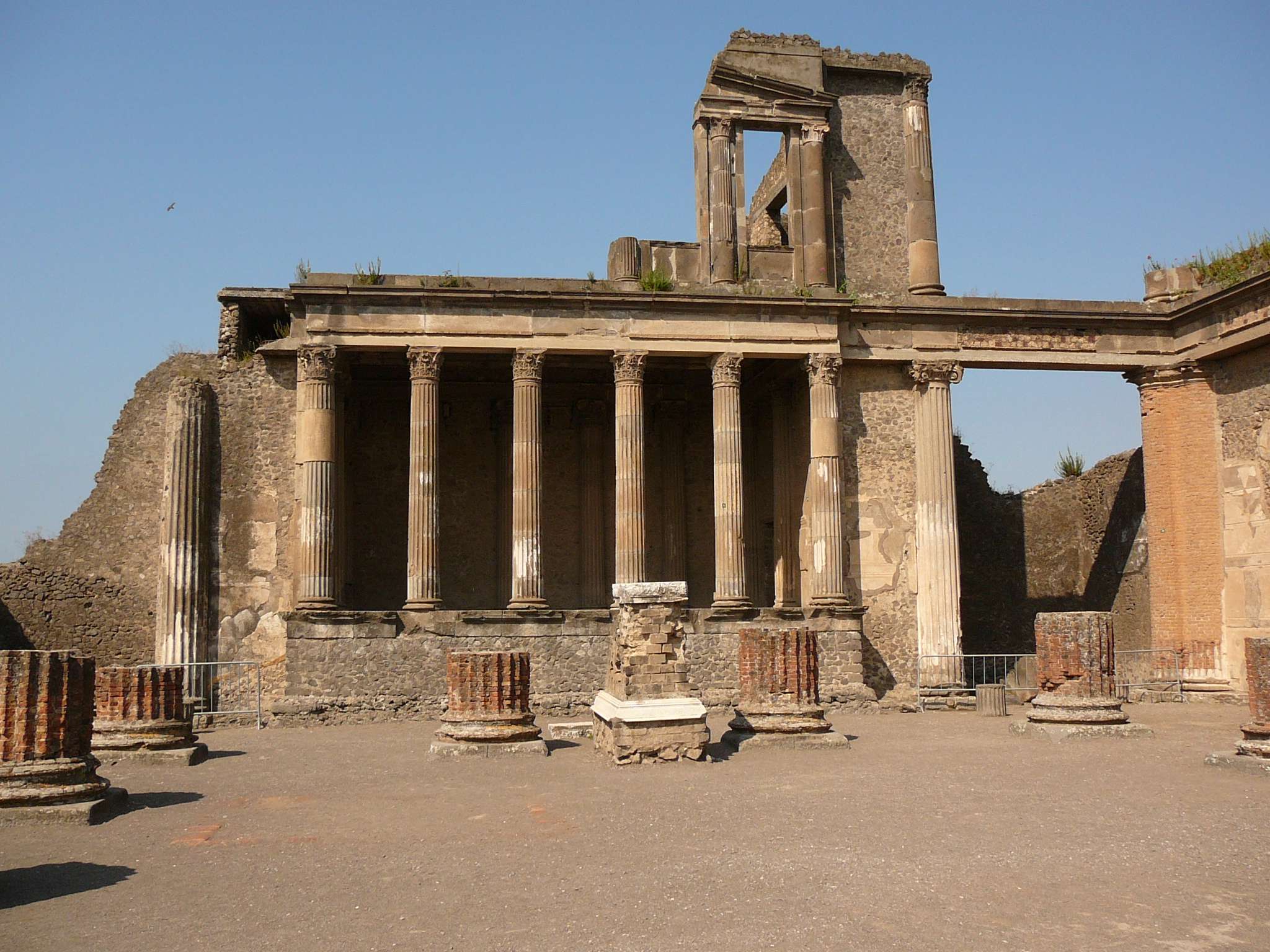
La Basílica.

Entre els edificis importants que donen al Fòrum, hi ha la Basílica, el lloc on s'administrava la justícia, i també lloc de trobada i de discussió dels diversos afers. De planta rectangular, està dividida en tres naus, amb coberta de doble vessant sostinguda sobre les columnes centrals i les semicolumnes de la part superior de les parets, on encara queden decoracions pictòriques del primer estil. Sembla que data de la segona meitat del segle ii aC, dins l'àmbit del projecte de monumentalització de la ciutat; per tant, seria un dels exemples més antics d'aquesta mena d'edificis.
L'entrada es feia per un dels costats menors, a l'est, mentre que al costat oposat hi havia el Tribunal, la tribuna amb els escons dels jutges, on s'accedia amb escales de fusta.

#### Temple d'Apol·lo

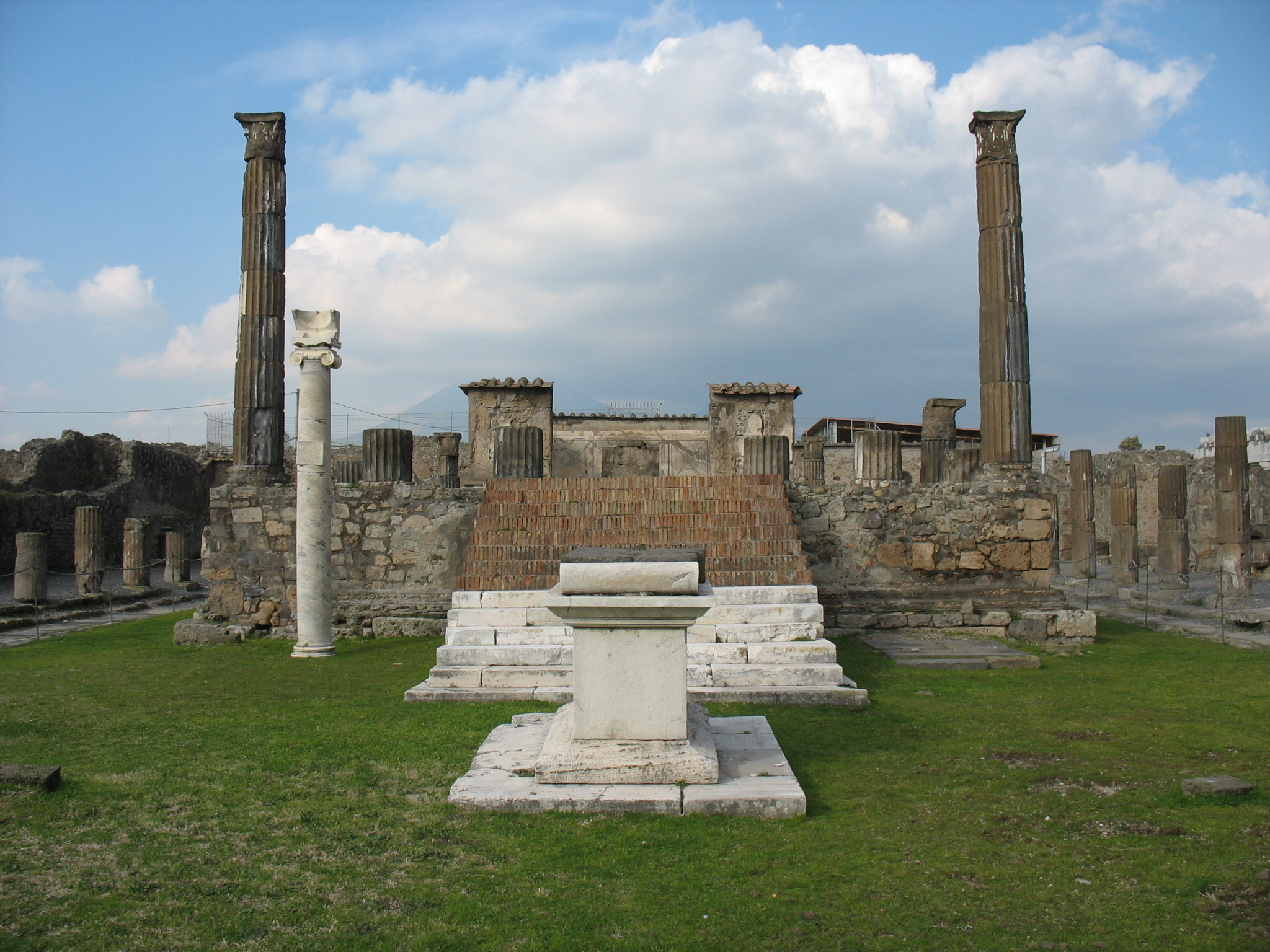
Temple d'Apol·lo, altar i graderia.

Davant del costat nord de la basílica hi ha el Temple d'Apol·lo, l'edifici religiós més important de la ciutat, d'origen molt antic. L'aspecte actual del santuari és a causa d'una reconstrucció del segle ii aC i a la restauració subsegüent al terratrèmol del 62, intervenció que no estava acabada quan hi hagué l'erupció del Vesuvi. El temple, al centre d'un recinte sagrat, estava voltat pels quatre costats per una sèrie de columnes originàriament acanalades i amb els capitells jònics, que durant la restauració foren recobertes d'estuc. Els capitells foren convertits en corintis i pintats de groc, vermell i blau.
El temple pròpiament dit, perípter amb columnes corínties, s'alçava damunt un alt podi al qual s'accedia mitjançant una imponent graderia. Davant la graderia d'accés al temple, es veu encara avui un altar de marbre blanc sobre una base de travertí, que té una inscripció en llatí amb el nom dels quatuorvirs que el van encarregar. Al costat de la graderia, hi ha una columna jònica que sostenia un rellotge de sol.

#### Mensa ponderariaiForum olitorium
Al costat del mur perimetral del temple d'Apol·lo que dona al Fòrum, es va trobar un nínxol on hi havia la mensa ponderaria, és a dir, la taula amb els pesos i mesures oficials com a garantia per al ciutadà contra un possible frau per part dels venedors. Aquesta mensa consistia en un banc amb nou forats de diferents mides que corresponien a nou mesures distintes. Al principi, estaven escrites en llengua osca, després van ser adaptades a les mesures romanes i les lletres osques van ser esborrades.
Més amunt, a la banda alta del pòrtic occidental, hi ha les restes d'un porxo sota el qual segurament es feia el mercat d'herbes i gra (Forum olitorium). S'hi troben exposats a l'aire lliure molts dels elements arqueològics que abans s'allotjaven a l'Antiquàrium.

#### Temple de Júpiter

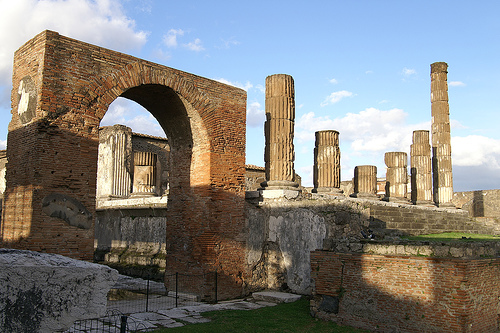
Columnes del temple de Júpiter i arc vora el mercat del gra.

Al costat hi ha el Temple de Júpiter, que s'aixeca a l'altra banda d'un arc, en posició dominant, al centre del costat nord de la plaça. Originàriament dedicat potser tan sols a Júpiter, a partir del 80 aC s'hi van venerar també Juno i Minerva. Va esdevenir, doncs, el Capitolium de la ciutat, el centre del culte de la Tríada Capitolina, símbol del poder de Roma. El temple, erigit al segle ii aC, va resultar molt malmès arran del terratrèmol del 62 i la seva restauració distava molt d'estar enllestida en el moment de l'erupció del Vesuvi.
De tipus itàlic, el temple s'eleva sobre un alt podi quadrangular la part meridional del qual està ocupada completament per una doble graonada, és pròstil i presenta sis columnes a la part frontal. L'àmplia cel·la està dividida en tres naus per dos ordres de columnates. Al fons de la cel·la, hi devia haver les estàtues de culte, de les quals només en resta un gran cap de Júpiter, actualment al Museu Arqueològic Nacional de Nàpols.

#### Macellum, Temple dels Lars i Temple de Vespasià
Passant cap a la part oriental del pòrtic, el primer edifici és el Macellum, gran mercat cobert amb un pati central on es netejava el peix.

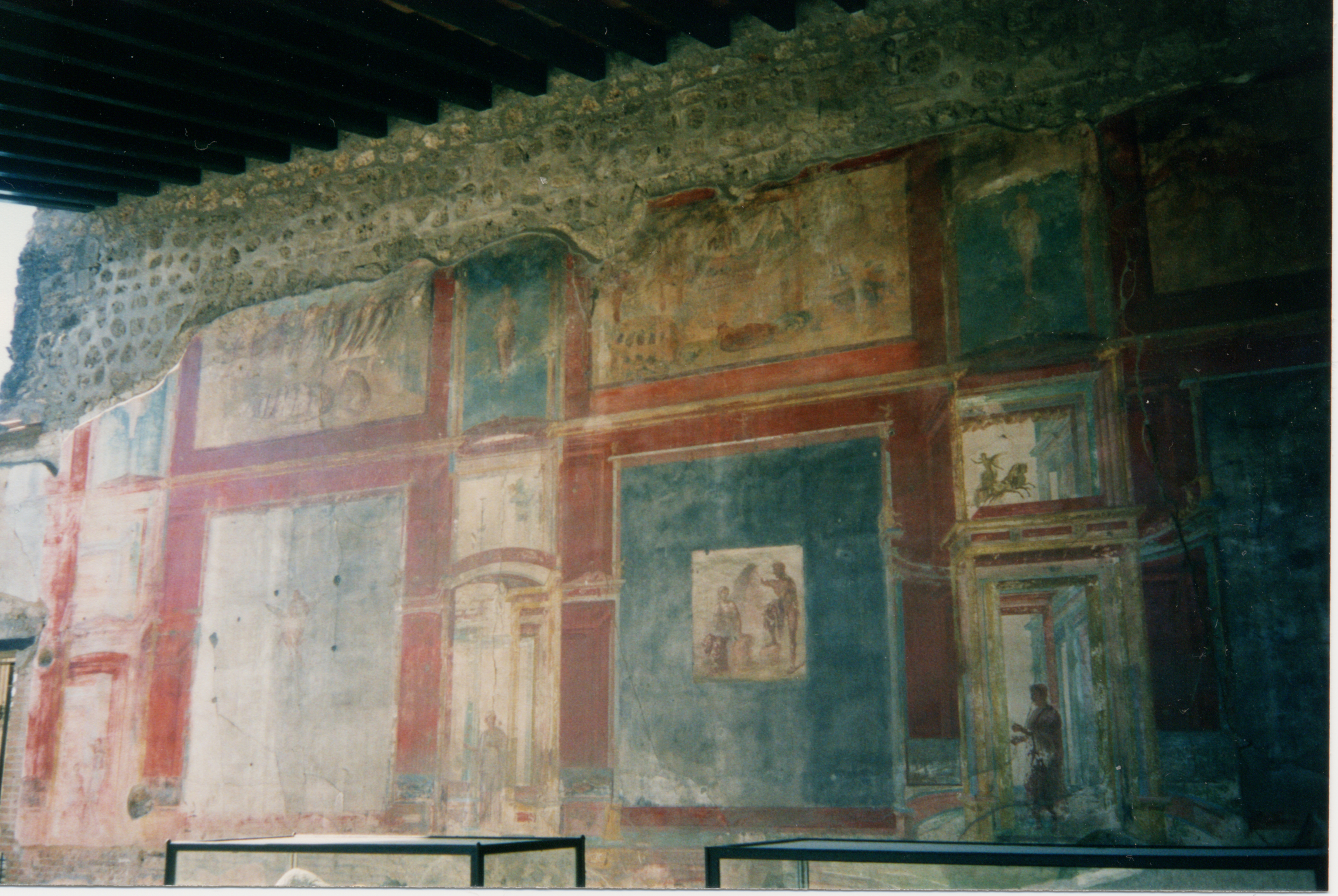
Pintures murals del Macellum.

Al costat del Macellum, hi ha una àmplia construcció d'època imperial, caracteritzada per un absis i identificable amb el Temple dels Lars Públics, és a dir, les divinitats protectores de la ciutat, a les quals potser havia estat dedicat després del terratrèmol que havia esglaiat els pompeians.
Més enllà hi ha el Temple de Vespasià, al pati del qual es va trobar un bell altar de marbre amb baixos relleus amb una escena de sacrifici i altres temàtiques.

#### Edifici d'Eumàquia
Al costat del temple, hi ha l'imponent edifici d'Eumàquia, que rep el nom de la sacerdotessa que el va fer bastir, dedicant-lo a la Concòrdia i a la Pietas Augusta, és a dir, a Lívia (mare de l'emperador Tiberi), de la qual esperaven aquests atributs, tal com es llegeix clarament en dues inscripcions.
Malauradament, l'edifici d'Eumàquia havia sofert greus desperfectes durant el terratrèmol i l'any 79 les feines de restauració no estaven gaire avançades, de manera que només es pot tenir una pàl·lida idea de l'esplendor amb què s'havia construït. La façana era precedida per un pòrtic amb un doble ordre de columnes de travertí i davant de cada columna hi havia una estàtua. S'entrava a l'edifici a través d'una gran porta rectangular decorada amb un fris marmori amb fulles d'acant i espirals.

### Lupanar

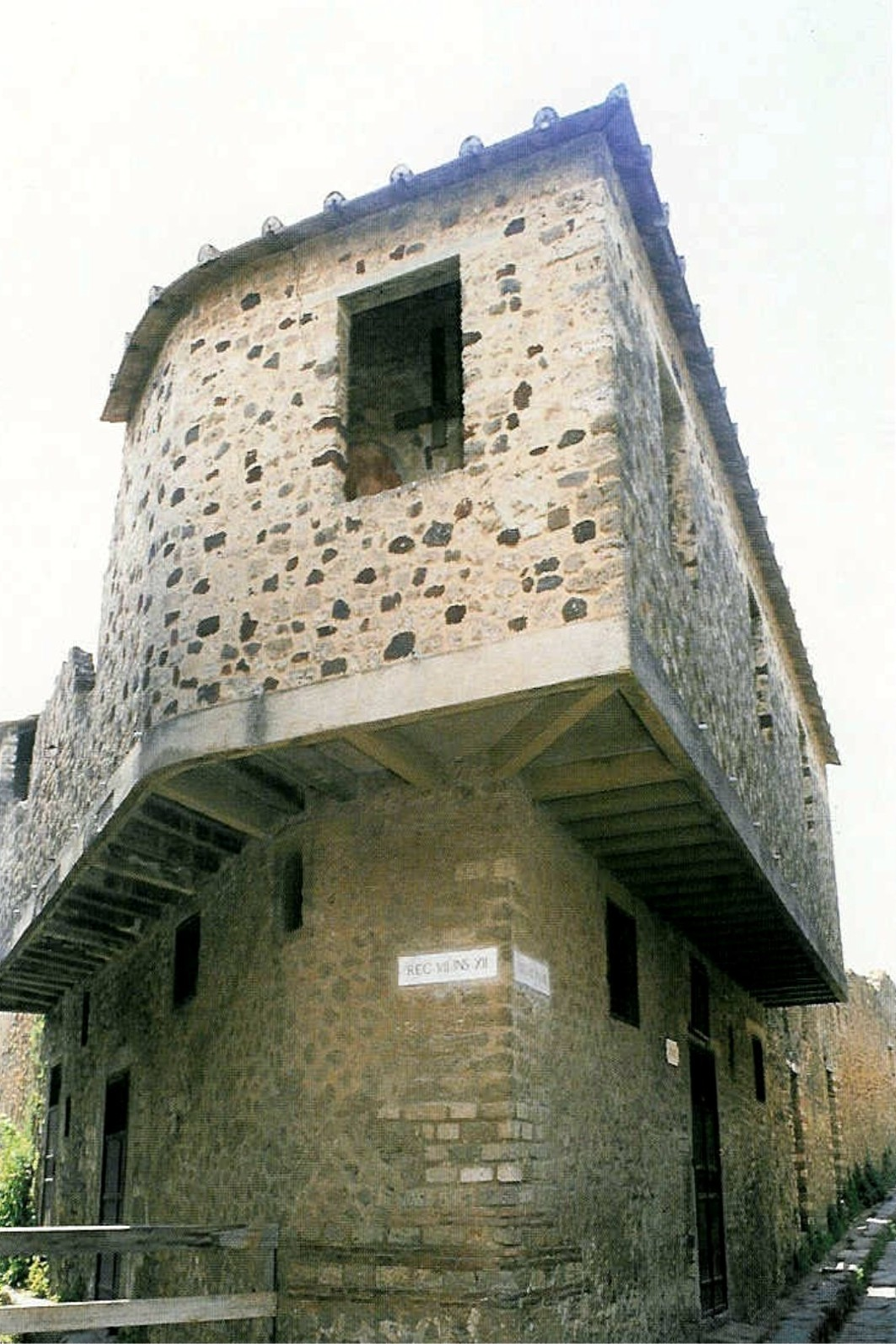
El bordell.

Entre el Macellum i el Temple dels Lars, per la part oposada al Fòrum, s'obre el carreró del Balcó Penjant, que porta fins al Lupanar (mot llatí derivat de lupa, genèricament 'lloba' i, en aquest sentit precís, 'prostituta'), el més important dels nombrosos prostíbuls de Pompeia i l'únic construït amb aquesta precisa finalitat. Els altres, de fet, no eren més que una petita cambra, sovint al pis de dalt d'una botiga.
Les prostitutes eren esclaves, normalment gregues i orientals. El preu variava entre els dos i els vuit asos (la ració de vi en costava un): però els diners, tractant-se de dones sense personalitat jurídica, anaven a parar al propietari o a l'alcavot del bordell.
El Lupanar és un petit edifici situat a la cruïlla de dos carrers secundaris: està format per una planta baixa i un primer pis connectats per una escala estreta. La planta baixa es destinava a l'ús per part dels esclaus o de les classes més modestes, cosa que es veu reflectida en la humilitat de la construcció, encara que el poc espai disponible està organitzat amb gran racionalitat.
La planta baixa té dues entrades, un passadís de servei i cinc petites cambres amb el llit i el capçal fets d'obra, tancades amb portes de fusta, mentre que al fons hi ha una comuna. Els llits d'obra es cobrien amb un matalàs. A les parets, hi ha pintades escenes amb diverses postures eròtiques.
Al pis de dalt, s'hi puja per un accés independent a través d'una escala que acaba en una galeria penjada des de la qual s'entra a les diverses habitacions. Aquestes, més amples i decorades que les de baix, es reservaven a una clientela de més categoria. La construcció de l'edifici data dels últims períodes de la ciutat: a l'arrebossat encara fresc de la paret d'una de les cambres va quedar marcada l'empremta d'una moneda del 72. A l'entrada, es podien adquirir els profilàctics que haguessin d'usar els clients.

### Via de l'Abundància

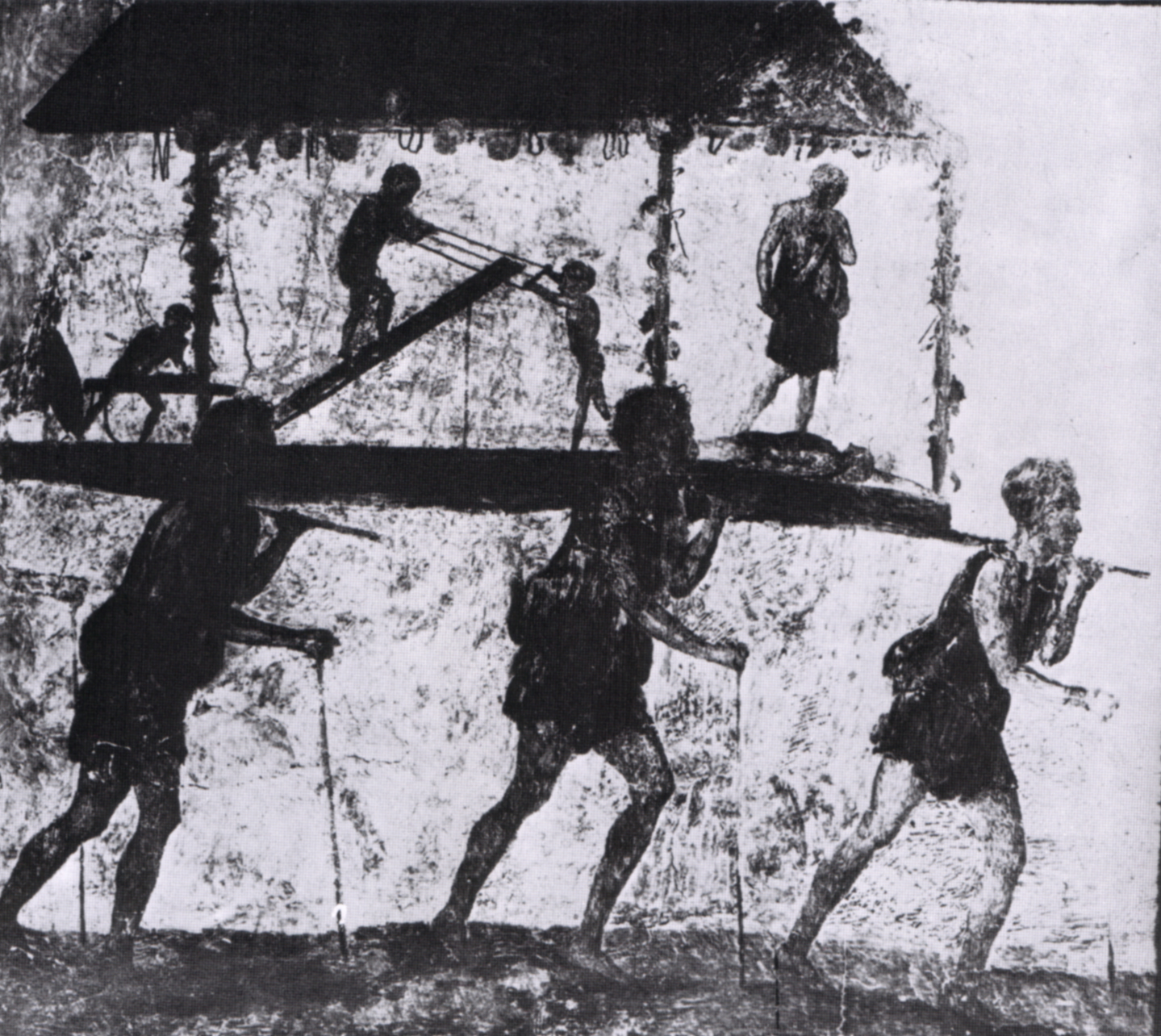
Pintura d'una processó en una de les cases de la via de l'Abundància.

Tot el costat sud de l'edifici d'Eumàquia dona a la via de l'Abundància, travessant la qual s'arriba al Comici, on es feien les votacions per elegir els magistrats de la ciutat.
La plaça del Fòrum, pel costat meridional, és tancada per tres edificis ricament decorats, en forma de grans aules, dues de les quals amb un absis; molt probablement, estaven reservats a l'administració de la vida de la colònia.
La via de l'Abundància (un dels carrers més suggestius de Pompeia, que agafa el nom d'una font amb el bust de la Concordia Augusta, erròniament interpretada com l'Abundància), que conserva el paviment original i disposa de voravies amples i còmodes, fou excavada entre 1910 i 1923 per Vittorio Spinazzola, el qual, a més d'ocupar-se de la restauració dels edificis del carrer, va aconseguir de reproduir-ne fins i tot els antics jardins amb les mateixes plantes que hi havia en el moment de l'erupció, gràcies a l'estudi de les arrels que hi va trobar.
Una de les cases del carrer, anomenada Casa del Jardí d'Hèrcules o Casa del Perfumista, té interessants frescos processionals de tipus popular (primera meitat del segle i, o posteriors al terratrèmol del 62), un estil conservat només a Pompeia amb precedents a Delos entre el final del segle II i el començament del segle i aC. S'hi veu un baiard (ferculum) portat per uns quants camàlics i cobert amb un baldaquí; a dalt, hi ha un home davant una estàtua, uns artesans parant taula i una Minerva mal conservada. Potser una al·lusió a les activitats artesanals que es devien dur a terme a la casa, sota la protecció de Minerva i Dèdal, també podria ser que figurés una processó durant una celebració gremial. No va reeixir la perspectiva i les proporcions són poc acurades, el fons és neutre, però l'escena es distingeix amb claredat, com és típic de l'art plebeu.

### Fòrum Triangular

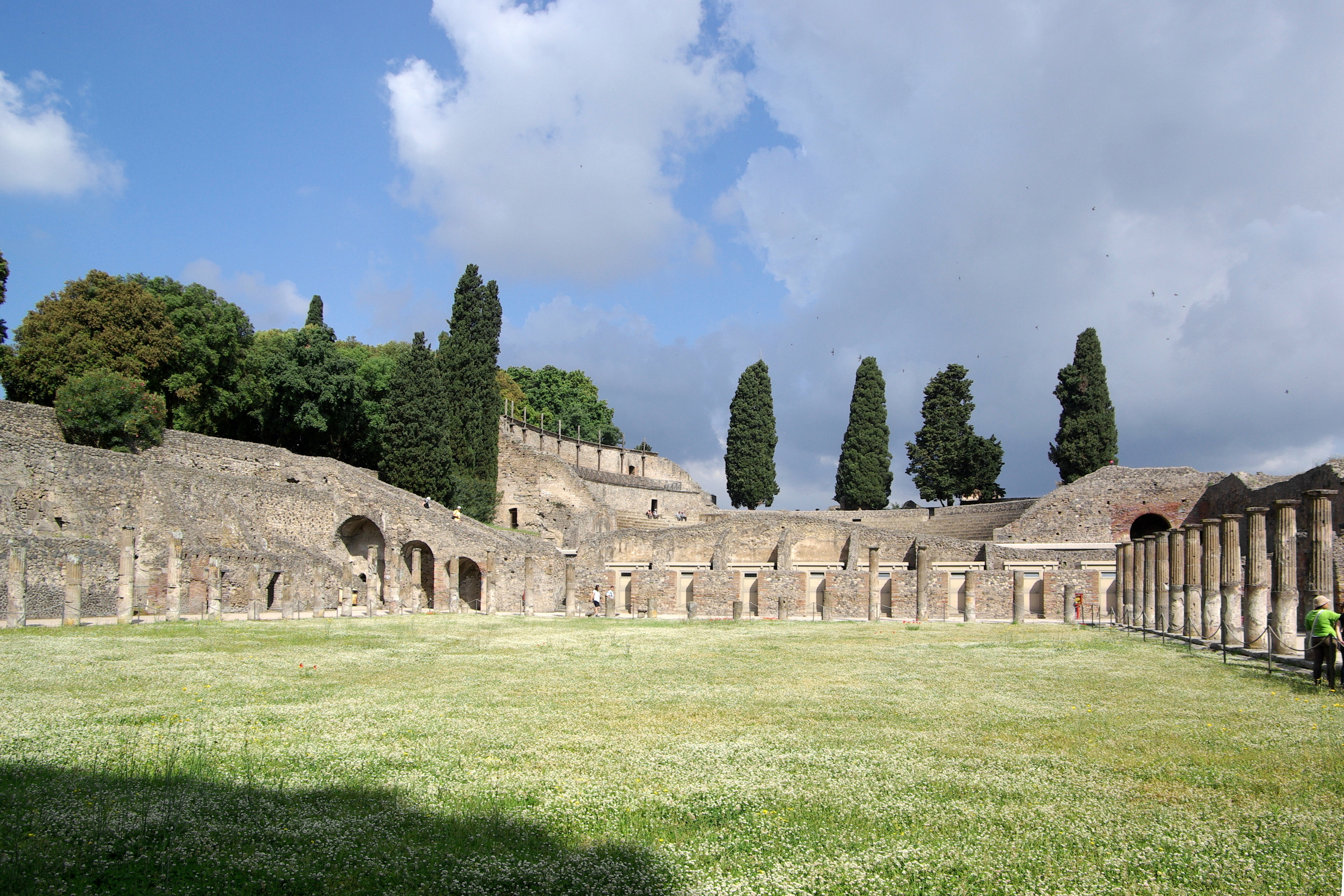
La caserna de gladiadors vora el Teatre Gran, amb el Fòrum Triangular a dalt, al darrere.

El tercer carrer a mà dreta anant per la via de l'Abundància (si es tira a mà esquerra també s'arriba al Lupanar) és la via dels Teatres, que porta a l'anomenat Fòrum Triangular, un recinte sagrat de planta més o menys triangular, situat en un replà de formació volcànica que s'eleva abrupte sobre la plana adjacent. Al fòrum, que es devia arranjar cap al segle ii aC, s'hi accedeix pel costat més curt, corresponent a un vèrtex del triangle, a través d'un elegant pòrtic amb columnes jòniques de pedra volcànica. Un seguit de 95 columnes dòriques fan el volt a la plaça, excepte pel costat sud-oest, que dona a la plana i té una magnífica vista al mar.
Vora la part anterior del pòrtic, hi ha la base sobre la qual s'alçava una estàtua en honor de Marc Claudi Marcel, gendre d'August. L'edifici que va determinar la creació d'aquest recinte sagrat és un temple d'origen molt antic (segle vi aC), del qual queden restes escasses. Es tractava d'un temple dòric arcaic, potser in antis, decorat amb terracotes arquitectòniques i que fou restaurat diverses vegades en l'antiguitat. Originàriament dedicat a Hèrcules, llegendari fundador de la ciutat segons els pompeians, més endavant va passar a acollir el culte a Minerva. Davant l'escalinata del temple, hi ha un recinte quadrangular probablement relacionat amb el culte d'Hèrcules, potser el lloc on es creia que havien enterrat l'heroi.
A la dreta del recinte, es veuen tres altars de pedra volcànica d'època preromana, darrere els quals hi ha una petita construcció de forma rodona amb set columnes dòriques, amb un pou a dins, va ser aixecat per un tal N. Trebius, que va exercir l'alt càrrec de mèdix, una magistratura de la Pompeia preromana.

### Teatre Gran

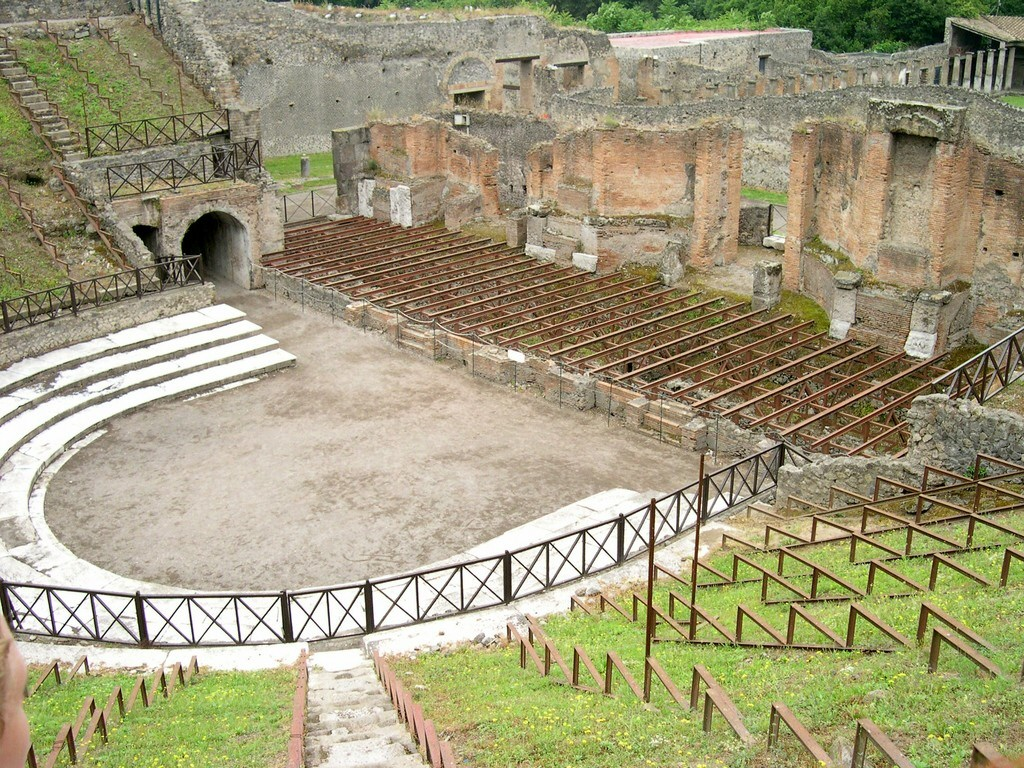
El Teatre Gran.

Adjacent al Fòrum Triangular, i accessible des del pòrtic, hi ha el Teatre Gran, de la primera meitat del segle ii aC, construït, com era habitual en el món grec i hel·lenístic, aprofitant el pendent natural d'un turó i notablement restaurat i ampliat en època romana. La càvea, és a dir, l'espai reservat als espectadors, estava dividida en tres sèries de graderies marmòries. L'escena tenia les clàssiques tres portes i estava decorada amb nínxols i edicles. El teatre disposava d'un gran quadripòrtic, bastant ben conservat, on els espectadors es podien entretenir abans de les funcions o durant els descansos, transformat després del terratrèmol del 62 en una caserna de gladiadors.

### Odèon
Al costat del Teatre Gran, hi ha un petit teatre cobert, l'Odèon (o Teatre Petit), per a actuacions musicals, va ser aixecat entre el 80 i el 75 aC pels duumvirs Gai Quincti Valgus i Marc Porci.

### Palestra Samnita

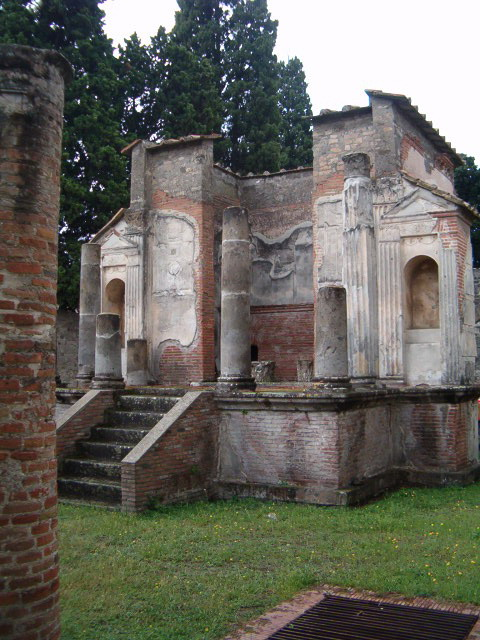
El Temple d'Isis.

Darrere la càvea del Teatre Gran, hi ha la Palestra Samnita, amb un elegant pòrtic dòric, on es va trobar una còpia del Dorífor de Policlet en molt bon estat (ara al Museu Arqueològic Nacional de Nàpols).

### Temple d'Isis
El Temple d'Isis, bastit entre el final del segle II i el començament del segle i aC, testimonia l'extraordinària difusió en el món romà d'aquest culte egipci. Bastant malmès pel terratrèmol, el temple fou reconstruït després del 62 i es va trobar en molt bon estat de conservació, adornat d'estucs, estàtues i pintures, i amb tots els estris per al culte encara al lloc.
Un bon nombre de frescs provinents del temple d'Isis es conserven al Museu Arqueològic Nacional de Nàpols, on també s'exposa una maqueta que reconstrueix l'estructura original del temple.

### Temple d'Esculapi, o de Júpiter Meliqui
A la cruïlla entre la via del Temple d'Isis i la via Estabiana, hi ha el petit Temple d'Esculapi, durant molt de temps anomenat també Temple de Júpiter Meliqui o Melíkios, voltat d'un recinte sagrat. Al mig del pati de davant del temple, hi ha un altar de pedra volcànica de Nucèria (segles III-II aC).

### Termes Estabianes

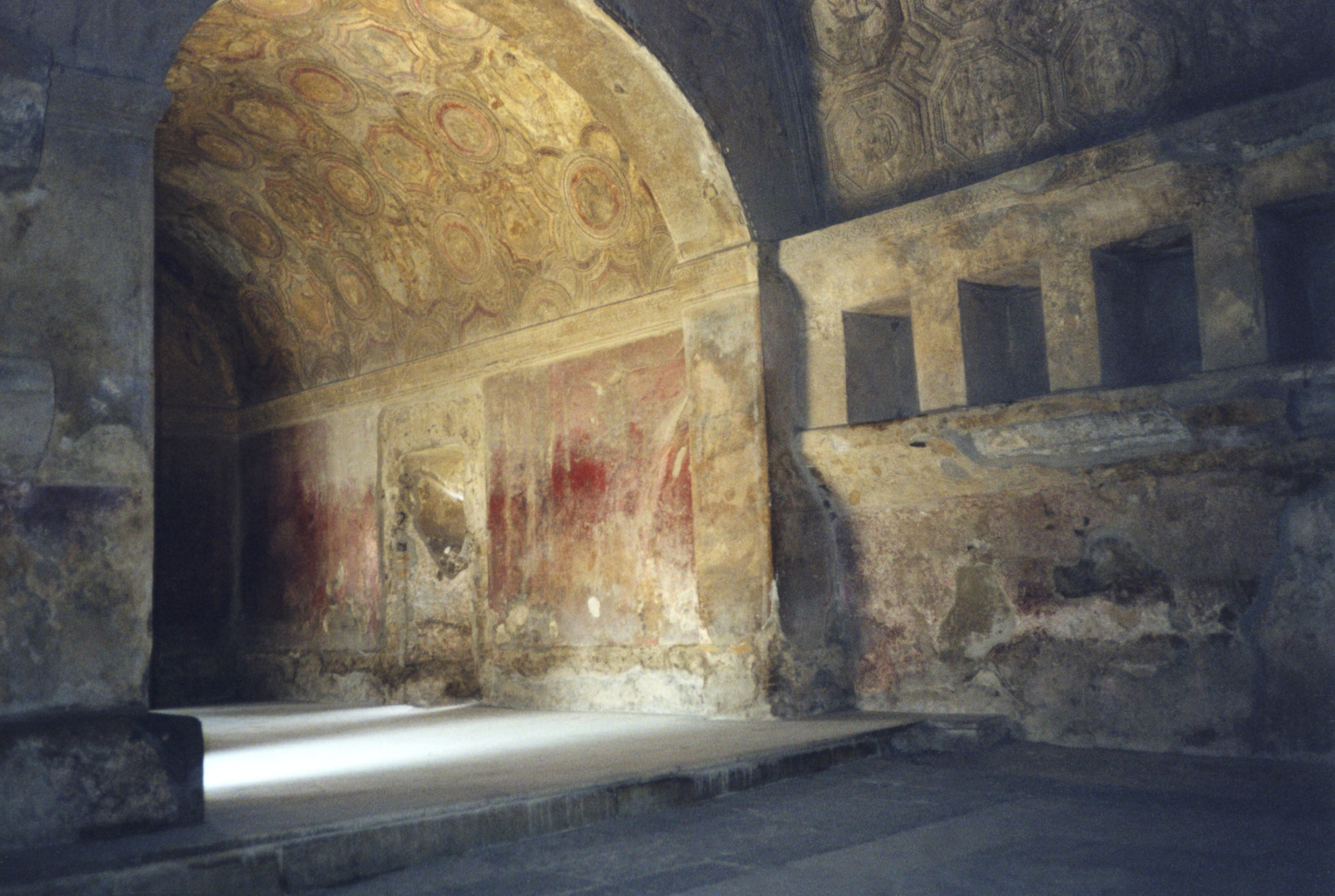
Vestidor (apodyterium) de les Termes Estabianes.

A mà esquerra, a la via Estabiana, hi ha la Casa de Corneli Ruf, i després, passada la cruïlla amb la via de l'Abundància, les Termes Estabianes, les més antigues de la ciutat, del mateix moment de la seva fundació (segle iv aC), que s'estenen al voltant de la gran Palestra, amb el pati porticat en tres dels costats. Les termes mostren senyals de diverses reconstruccions, l'última de les quals va tenir lloc després del terratrèmol del 62. Tenen una secció per a homes i una altra per a dones, totes dues escalfades per mitjà del mateix praefurnium, l'indret on hi havia les calderes. És interessant el sofisticat sistema de calefacció (comú a les termes romanes), que es pot observar bé en el tepidarium dels homes: l'aire calent circulava sota el paviment, aixecat per petites pilastres de maó, i pels intersticis de les parets.
Tant les termes masculines com les femenines consten d'un vestidor (apodyterium), una sala temperada (tepidarium) i una de molt calenta (caldarium), dotada d'una piscina per als banys calents i una font per a ablucions ràpides amb aigua tèbia. A aquestes sales, cal afegir-hi tota una sèrie d'espais, alguns dels quals annexos a la palestra, i la gran piscina a l'aire lliure, per practicar la natació. Com és habitual en les termes preimperials, no hi havia frigidarium o sala d'aigua freda.

### Casa de Marc Lucreci

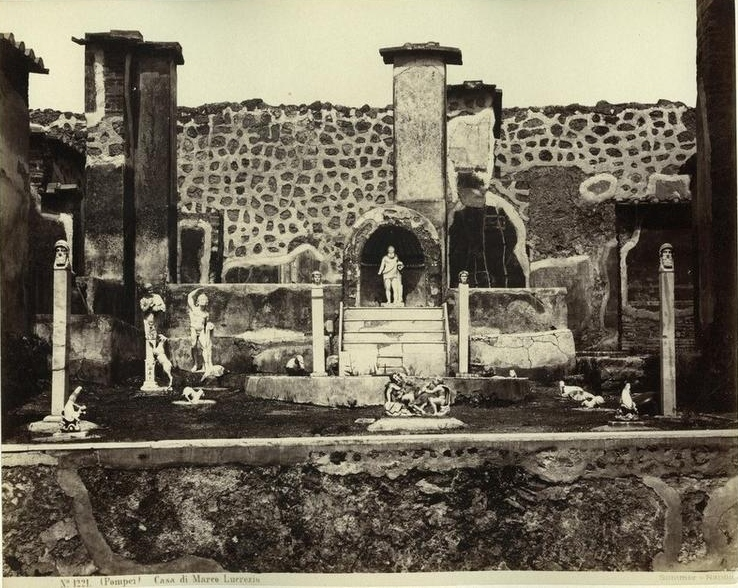
Jardí de la Casa de Marc Lucreci, fotografia de Giorgio Sommer (1834-1914).

Continuant per la via Estabiana, un cop passada la via dels Augustals, es troba a mà dreta la Casa de Marc Lucreci, amb un deliciós jardinet adornat amb una font i petites escultures. Les parets de la casa eren ricament decorades de pintures, les més belles de les quals foren arrencades i dutes al Museu Arqueològic Nacional de Nàpols.

### Termes Centrals
La següent illa de cases (insula) està ocupada completament per les Termes Centrals, que després del 62 es van construir al lloc que havien deixat uns quants edificis devastats pel terratrèmol. L'any 79 encara no estaven acabades. Reservades als homes, no disposen de frigidarium, però tenen un element que no apareix en les altres termes pompeianes, el laconicum, la sala per a la sudatio amb aire calent i sec. Aquest conjunt, per la lluminositat de les seves sales espaioses, la gran palestra i la bona qualitat del material de construcció, pot comparar-se a les termes de les grans ciutats i de Roma mateixa.

### Casa del Centenari
A mà esquerra de les termes, seguint la via de Nola, trobem la Casa del Centenari, anomenada així perquè es va excavar l'any 1879, divuit segles després de l'erupció del Vesuvi. És una de les cases més grans de la ciutat, fruit de la unió de tres habitatges primerencs. Hi destaquen l'atri toscà, amb terra de mosaic i pintures de tema teatral, i el tablinum, que dona accés al peristil porticat; al mig del jardí hi ha la piscina o bassa per als peixos, amb un petit nimfeu al fons. La casa té una segona secció més petita, amb atri central voltat de diverses habitacions.

### Casa del Faune

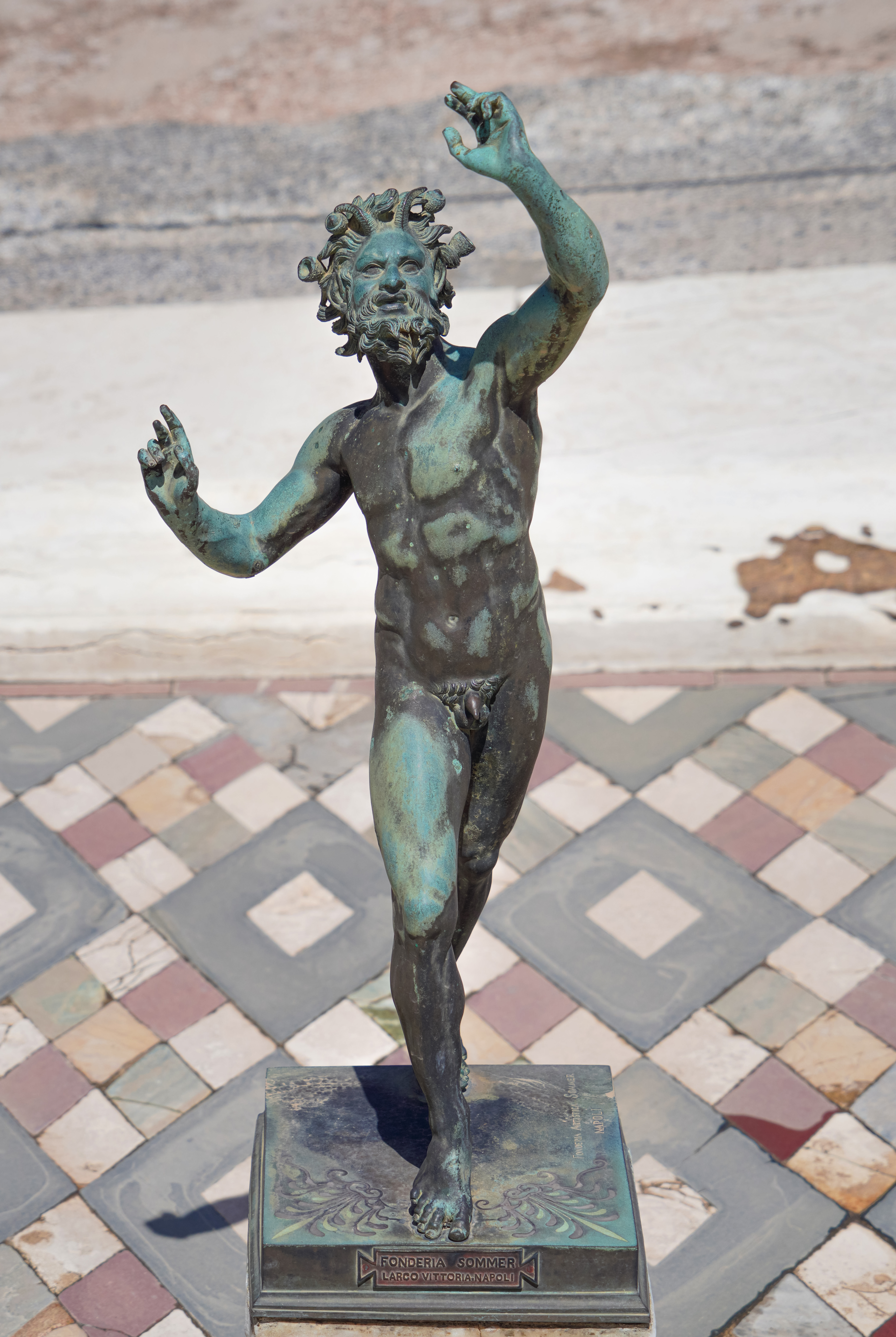
El Faune

Tornant altre cop a les Termes Centrals i continuant recte per la via de la Fortuna, s'accedeix a la Casa del Faune, una de les més luxoses de Pompeia. Originària de l'època samnita (quan era una casa gran, però modesta), al final del segle ii aC va arribar a ocupar una insula sencera de la regio VI (una regio o «regió» són els barris en què es divideix la ciutat) i va rebre una sumptuosa decoració d'estucs i mosaics. La salutació HAVE, escrita en tessel·les policromes a la voravia davant la porta d'entrada, acull encara avui el visitant d'aquesta mansió. La part anterior s'estén al voltant de dos atris, el principal dels quals, de tipus toscà, és a dir, sense columnes, tenia l'impluvium ornat amb l'estatueta d'un faune dansaire que ha donat nom a la casa (l'original es troba actualment al Museu Arqueològic Nacional de Nàpols).
L'atri toscà és seguit per un despatx (tablinum) amb dos triclinis a banda i banda decorats originàriament amb dos magnífics emblemata, quadres policroms de mosaic, que representen uns animals marins i un dimoni sobre una pantera, avui també al Museu de Nàpols. El segon atri és tetràstil, és a dir, amb el sostre aguantat per quatre columnes, i s'obre a unes estances de servei. Segueix un primer peristil amb les parets decorades amb estucs i 28 columnes de pedra volcànica de Nucèria; al fons, hi ha una exedra delimitada per dues columnes també de pedra volcànica recobertes d'estuc pintat. A l'entrada, hi havia un mosaic amb un paisatge nilòtic, mentre que el terra mateix de l'exedra era constituït per una grandiosa escena musiva: la Batalla d'Issos entre Alexandre el Gran i Darios, també coneguda com el mosaic d'Alexandre, creada amb més d'un milió i mig de tessel·les minúscules, que actualment constitueix l'orgull del Museu Arqueològic de Nàpols.
L'exedra té dues estances a banda i banda, que servien de menjadors a l'estiu: la de l'esquerra tenia un mosaic amb un tigre atacat per un lleó. Grandiós de debò és el segon peristil, amb 46 columnes dòriques de 4,12 m d'alt, al fons del qual hi ha les estances del jardiner, que també feia les funcions de porter de l'entrada secundària pel carreró de Mercuri.

### Temple de la Fortuna Augusta
Prosseguint per la via de la Fortuna, es troba el Temple de la Fortuna Augusta, sufragat pel duumvir Marc Tul·li i bastit en un solar de la seva propietat. El temple s'alçava sobre un podi i era precedit per una graonada i l'altar. La cel·la, amb un pronaos amb quatre columnes al davant i tres als costats, tenia al fons una edícula per a l'estàtua de la Fortuna, i quatre nínxols al costat per a estàtues commemoratives.

### Termes del Fòrum

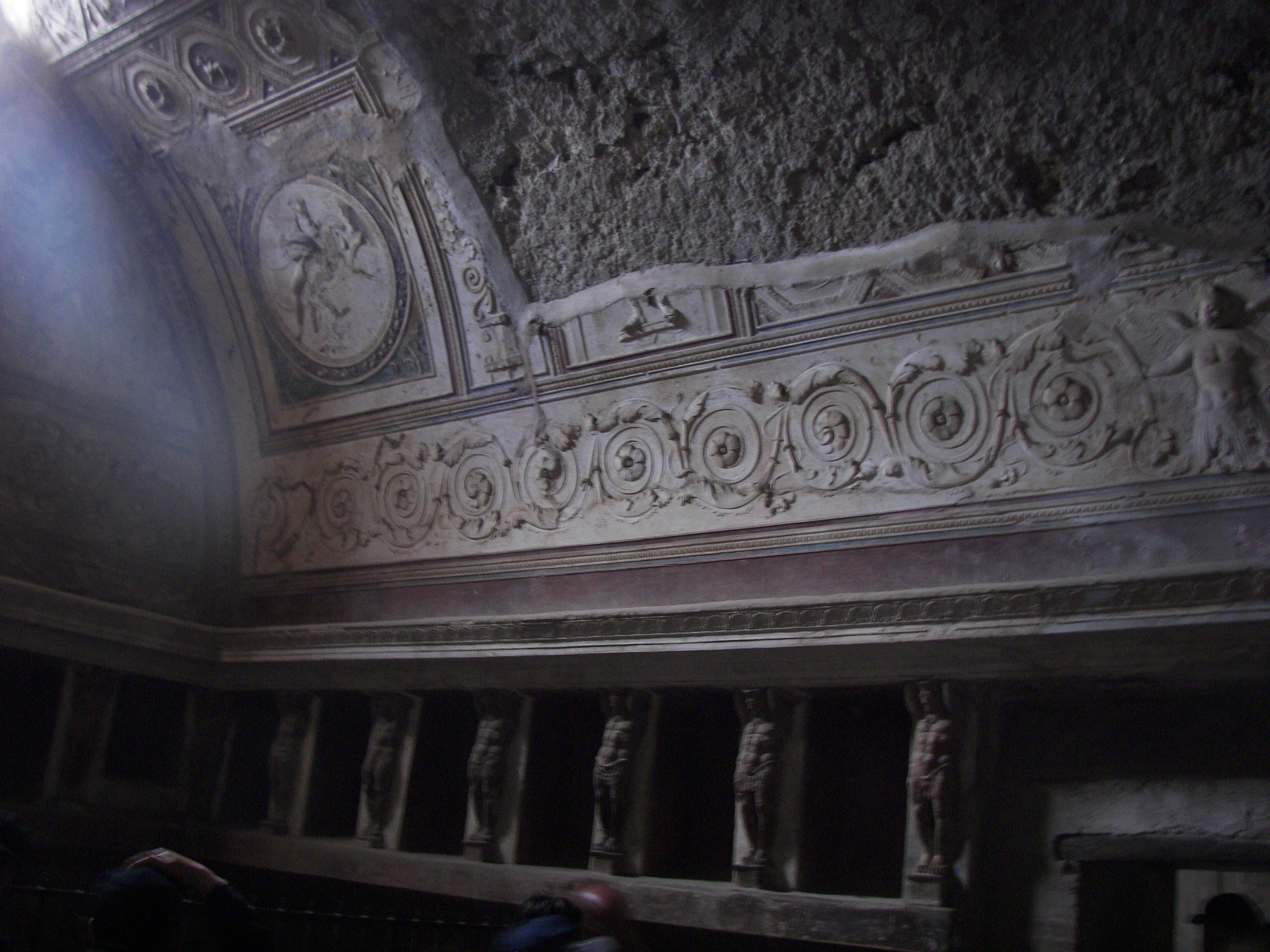
Termes del Fòrum, decoració del tepidarium.

A poca distància, es troben les Termes del Fòrum que, si bé no són les més grans de la ciutat, són molt interessants per la decoració elegant i el bon estat de conservació del caldarium i del tepidarium de la secció masculina; de fet, tenien una part per als homes i una altra per a les dones.
Pel que fa a les termes masculines, dos passadissos porten a l'apodyterium (vestidor), des d'on es passa al frigidarium, al centre del qual hi ha la piscina circular per als banys freds, i al tepidarium, amb volta de canó, encara en part ornada amb finíssims estucs de la segona meitat del segle i; s'hi conserva el gran braser que servia per escalfar la sala, donat per Marc Nigidi Vàcula. Del tepidarium, s'accedeix directament a la sala dels banys calents, el caldarium, escalfat per l'aire calent que passava per l'interior de les parets dobles.
La sala té dues piscines, l'alveus, de forma rectangular, per als banys calents, i el labrum, amb aigua freda, al caire del qual hi ha una inscripció en lletres de bronze amb el nom dels duumvirs que la hi van fer col·locar i amb l'especificació del que s'hi havien gastat: 5.240 sestercis.

### Casa del Poeta Tràgic

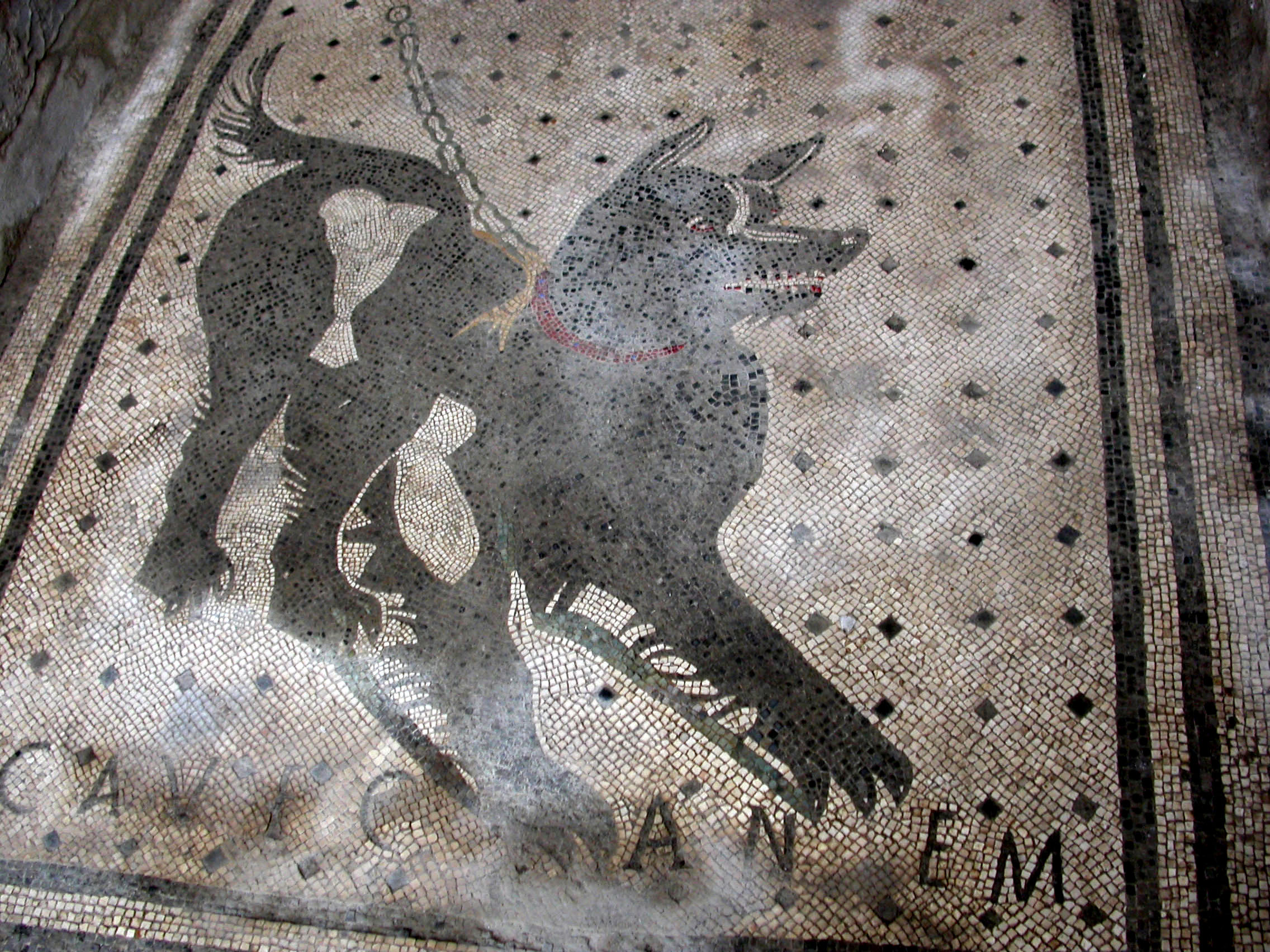
Casa del Poeta Tràgic, mosaic amb la llegenda.

Al davant, hi ha la Casa del Poeta Tràgic, batejada així pel quadret central del mosaic del terra del tablinum, on figura un assaig teatral, ara conservat al Museu Arqueològic Nacional de Nàpols, com gairebé tots els mosaics i les pintures que decoraven l'habitatge, elegant tot i que de dimensions modestes. A l'estret passadís flanquejat per dues tabernae que porta a l'atri, encara hi ha sobre el paviment un quadret de mosaic amb un gos lligat amb cadena i la inscripció cave canem (atenció al gos).

### Casa de Pansa
L'insula següent és ocupada per una única casa, la Casa de Pansa, que es remunta a l'època samnita. Com es pot comprovar en una inscripció, l'últim propietari fou un tal Cneus Alleius Nigidius. En destaca el peristil, amb columnes amb capitells jònics i una gran bassa al centre.

### Via dels Sepulcres i Vil·la de Diomedes

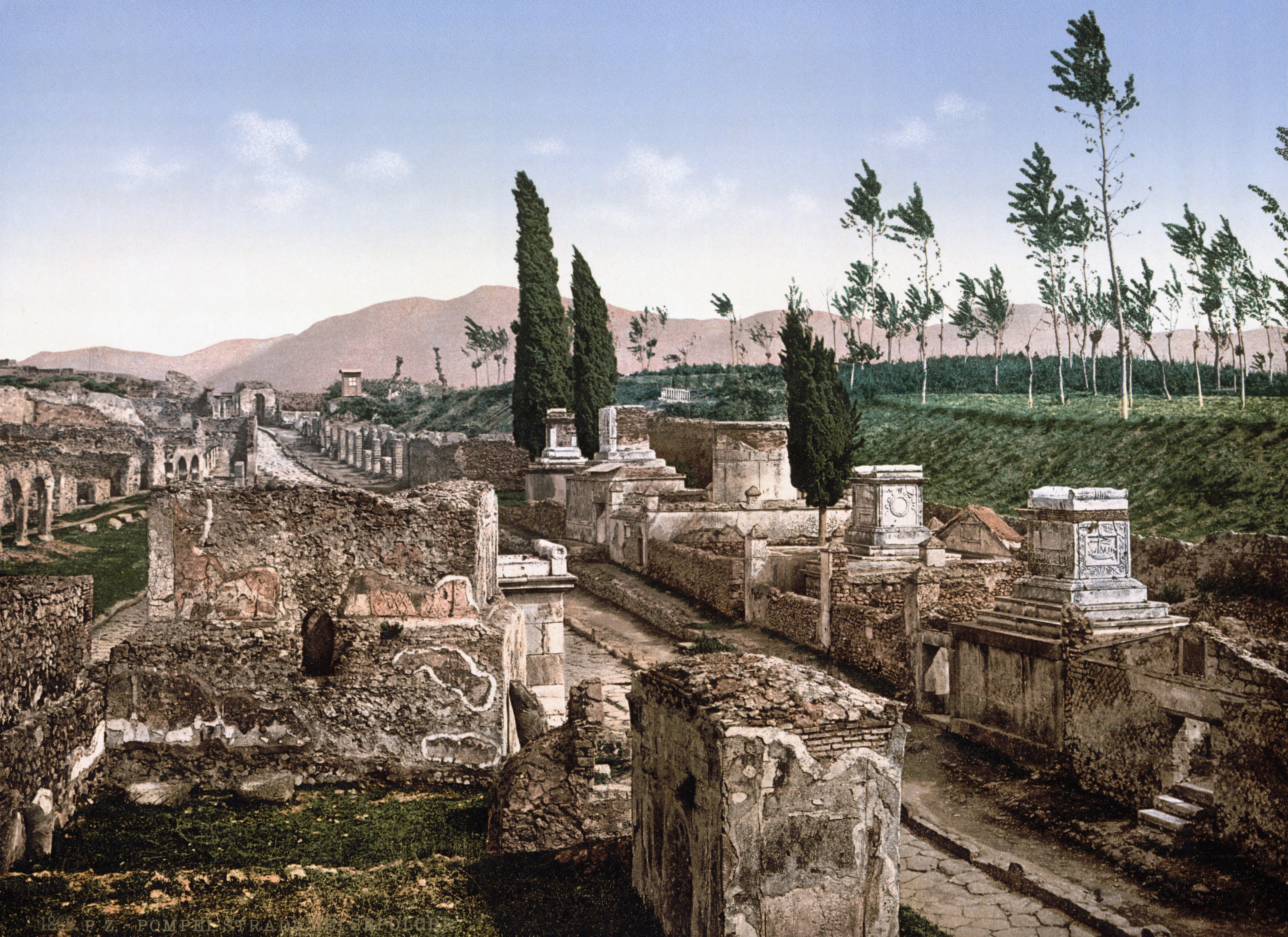
La via dels Sepulcres en un fotocrom del 1900.

Agafant a mà dreta la via Consular s'arriba a la porta d'Herculà, des d'on se surt a l'anomenada via dels Sepulcres, una de les necròpolis de Pompeia, amb les seves suggestives tombes disposades a banda i banda del camí, vora del qual s'aixeca la gran Vil·la de Diomedes, despullada de moltes de les seves belles pintures (ara al Museu Arqueològic Nacional de Nàpols). Des de l'entrada, com és costum a les vil·les, s'accedeix directament a un peristil. A l'espai triangular comprès entre el peristil i el carrer, es va arranjar un bany senyorial. És notable el jardí, el més gran de Pompeia, voltat per un pòrtic majestuós.

### Vil·la dels Misteris

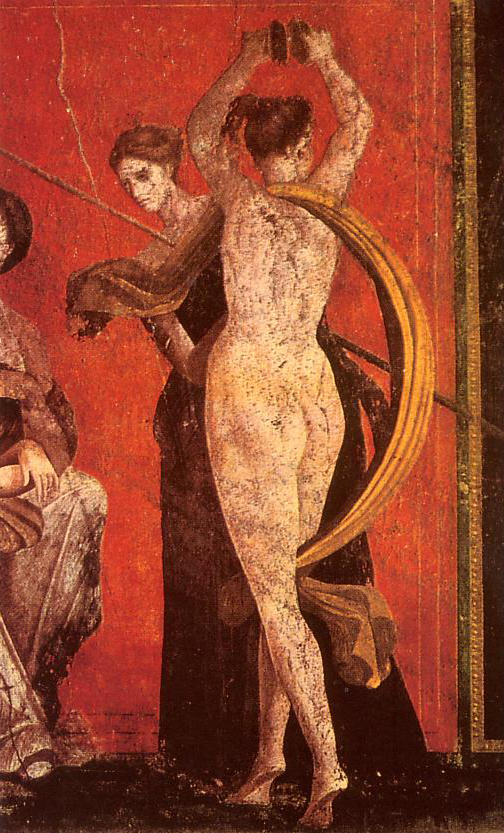
Bacant nua, fresc del triclini de la Vil·la dels Misteris.

A dos-cents metres de la de Diomedes, hi ha la Vil·la dels Misteris. Aquest grandiós edifici és dels més interessants, per la disposició harmoniosa i singular dels diversos espais i per la superba decoració pictòrica. Bastit a la primera meitat del segle ii, fou modificat i ampliat diverses vegades; ara es presenta com una construcció quadrilàtera voltada de terrasses panoràmiques, un jardí penjant i una sèrie de llotges. Després del terratrèmol del 62, va passar a pertànyer a uns nous propietaris que en van canviar el caràcter de residència senyorial amb l'afegitó d'una part rústica amb instal·lacions agrícoles.
L'entrada actual és per la part contrària a la principal que, segons la característica pròpia de les vil·les pseudourbanes esmentada fins i tot per Vitruvi, duia directament al peristil. La primera sala que s'hi troba és una gran exedra amb finestres, una mena de galeria panoràmica flanquejada per dues terrasses simètriques que donen a uns porxos. De l'exedra, es passa al tablinum, decorat amb pintures del tercer estil, amb petites figures de regust egipci i símbols dionisíacs d'estil miniaturesc, tot en un fons negre. A través d'un cubiculum adjacent, o directament per una ala del pòrtic, s'accedeix a la sala de la Gran Pintura: una alcova (oecus) de la cambra nupcial, tot seguit transformada en triclini. A les parets, es desenvolupa el gran fris dionisíac que constitueix una de les grans consecucions de la pintura antiga. Fet a mitjan segle i aC, és una megalografia composta de 29 grans figures agrupades en diverses escenes, la interpretació de les quals és controvertida.

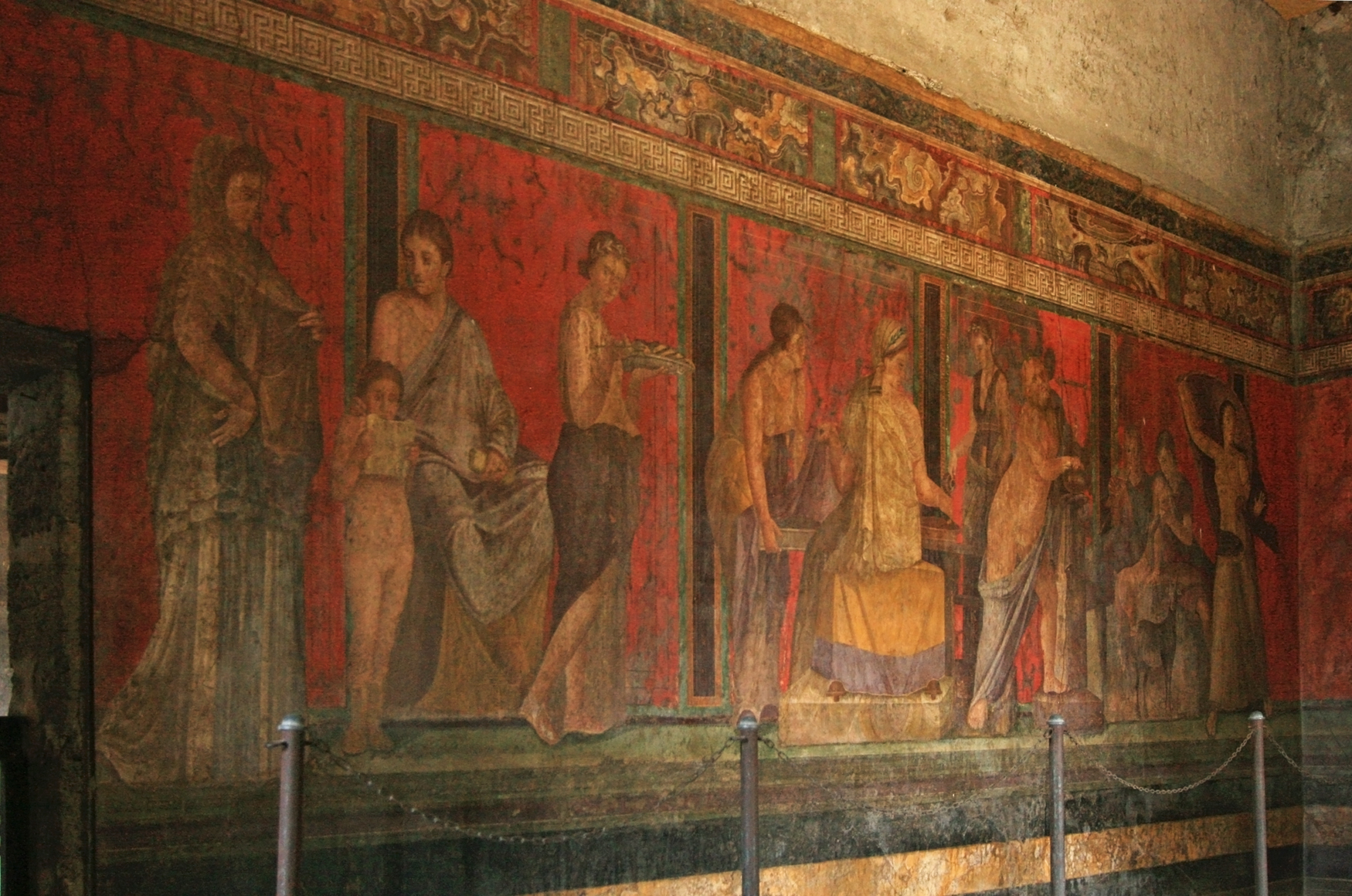
Detall de la Sala de la Gran Pintura, amb l'inici dels Misteris Dionisíacs.

Tanmateix, l'opinió generalitzada és que el fris representa la iniciació de les esposes als misteris dionisíacs, és a dir, els ritus la difusió dels quals Roma va tractar inútilment de limitar amb el famós Senatus consultum de Bacchanalibus; d'aquí el nom amb què és coneguda la vil·la. Segons aquesta interpretació, les escenes significarien, començant per la paret nord: la lectura del ritual per part d'un infant, potser Iacus o el mateix Dionís; el sacrifici ofert per una noia, que es dirigeix, amb el plat de les ofrenes a la mà, cap a tres dones que oficien un ritu sacrificial; un silè amb la lira vora una panisca (seguidora del déu Pan), que dona mamar a un cabrit, i Pan mateix; una dona espaordida que fuig; un vell silè i dos joves sàtirs, un dels quals beu d'un recipient que té el silè, mentre l'altre sosté una monstruosa màscara teatral; les noces de Dionís i Ariadna; una jove a punt de destapar el fal·lus de la fecunditat; una figura alada que fueteja una noia; una bacant nua que s'abandona a la dansa; una esposa fent la toaleta i preparant-se per ser iniciada en els misteris; una dona amb mantell, segurament la mestressa de la casa.
L'atri, sense columnes, té les parets decorades amb paisatges nilòtics, sota dels quals hi havia uns plafons pintats de què només en resta el buit que han deixat. Altres pintures d'interès es poden admirar també en altres indrets de la vil·la, que fins i tot disposava d'un petit bany privat d'època preromana, més endavant usat com a rebost. En aquesta vil·la, a més a més, es va trobar l'estàtua de Lívia amb mantell, ara a l'Antiquàrium de Pompeia.

### Via de Mercuri

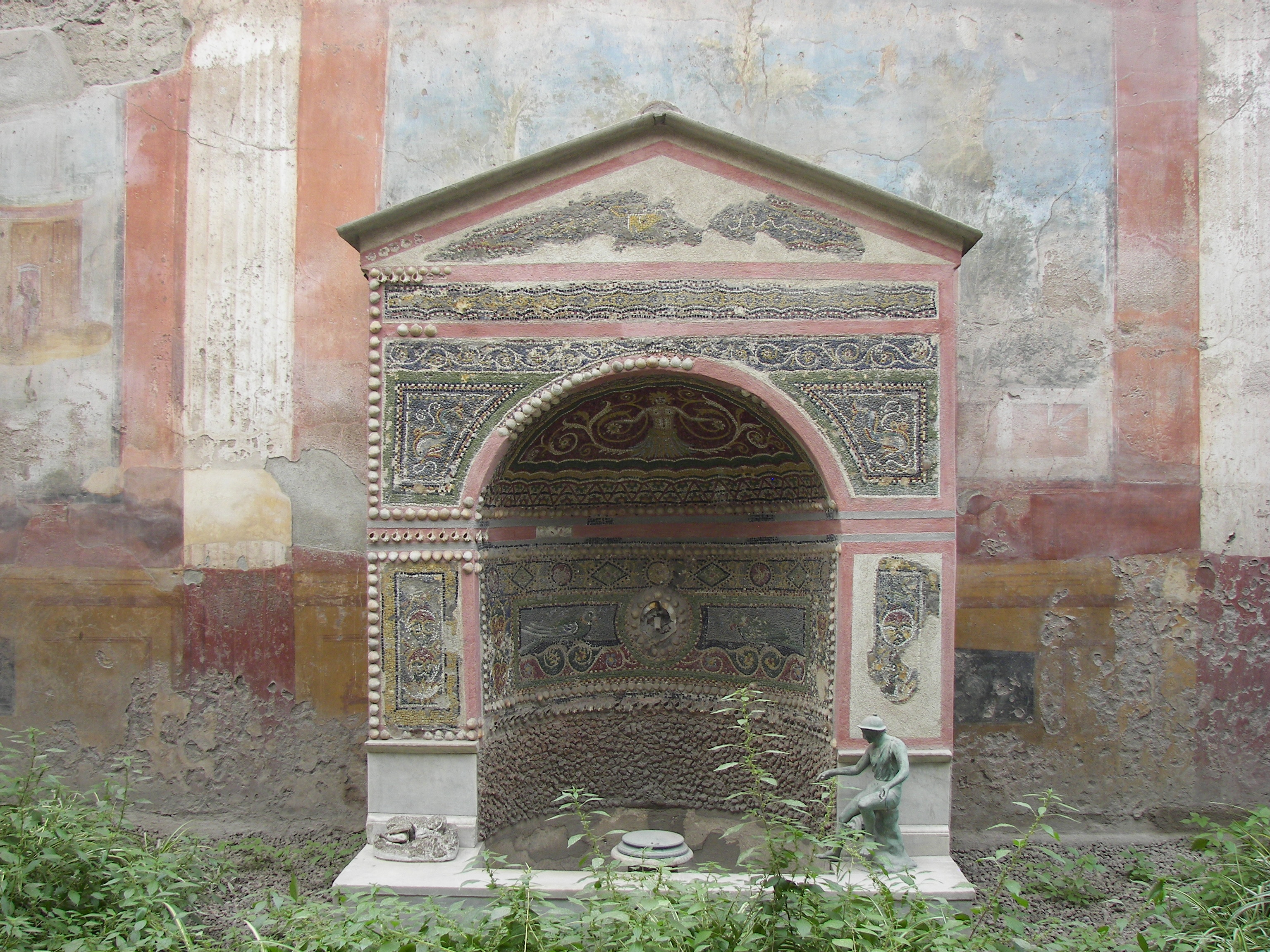
Nimfeu de la Casa de la Font Petita.

De nou dins la muralla, s'arriba a la via de Mercuri, on tenen l'entrada la Casa de la Font Gran i la Casa de la Font Petita, totes dues amb graciosos nimfeus amb volta decorats de mosaics.
Seguint per la via de Mercuri, es troba la casa de Càstor i Pòl·lux, amb un atri singular de columnes corínties, d'un tipus present a Pompeia només en quatre ocasions. La decoració pictòrica de la casa fou obra del mateix taller que va fer els de la veïna casa dels Vetis. Les pintures més importants actualment són al Museu Arqueològic Nacional de Nàpols; amb tot i això, encara en queden algunes a les estances del tablinum i la notable decoració en quart estil del peristil.

### Casa del Laberint i Casa dels Vetis

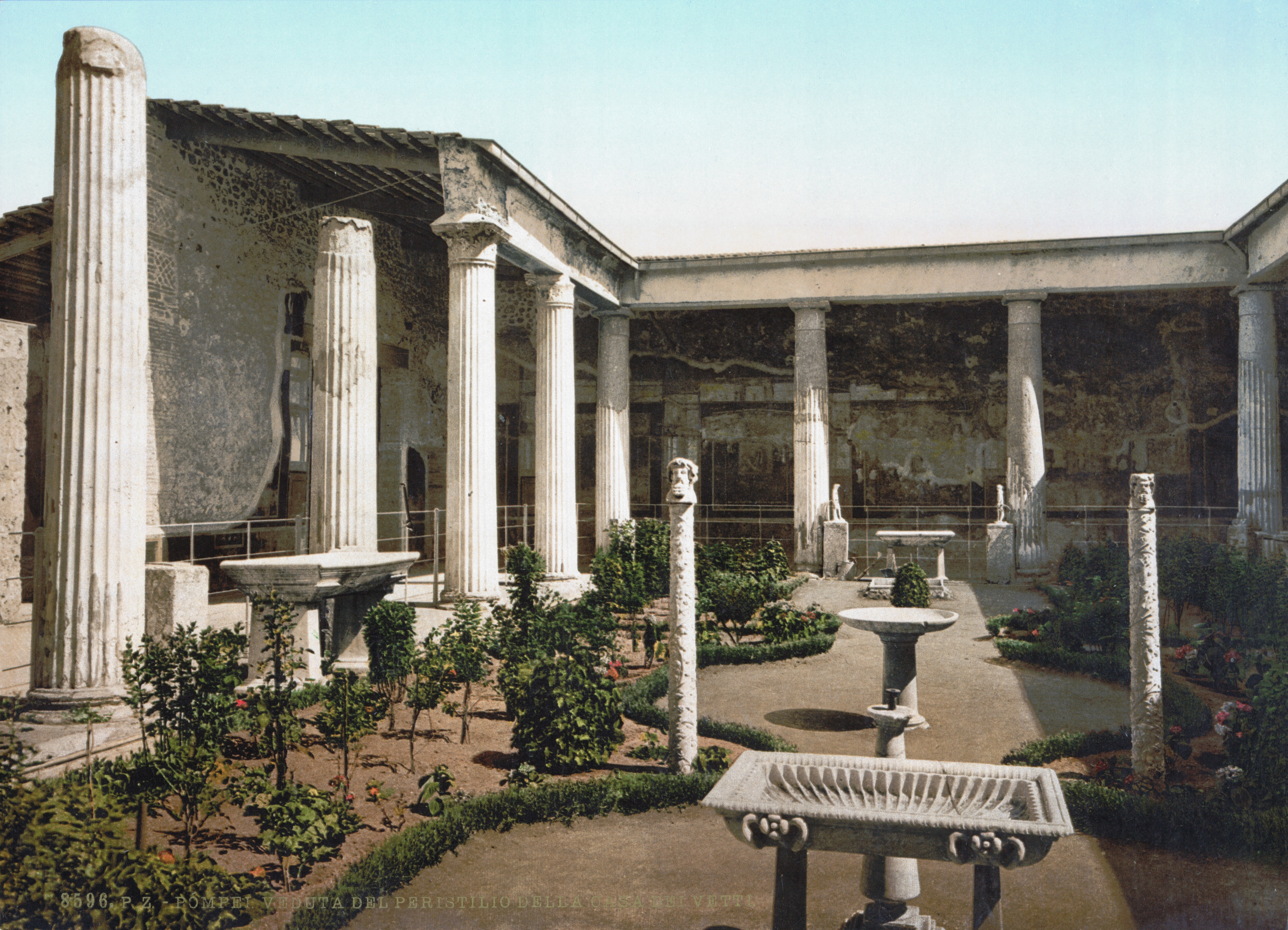
La Casa dels Vetis, en un fotocrom del 1900.

Un cop passada la Casa del Laberint, amb doble atri i el petit mosaic amb Teseu i el Minotaure en una cambra al fons del peristil, s'arriba a una de les mansions més interessants i luxoses de la ciutat: la Casa dels Vetis o Vettii, la fama de la qual es deu sobretot a les pintures, creades després del 62, i afortunadament ben conservades, que n'adornen sumptuosament les parets. La casa està dividida en dues zones ben diferents: la residència dels senyors, amb les habitacions de representació, entorn d'un atri toscà, i les estances de servei, tot al voltant d'un atri secundari. En aquest últim espai, hi havia un larari a manera de templet, amb una pintura del geni del pater familias entre dos lars.
Els temes de les pintures de quart estil que decoren els diversos espais són variats: van de les arquitectures de fantasia a les escenes mitològiques i heroiques, embellides amb frisos delicats i miniaturistes. És famós el curiós fris dels amorets dels arts i oficis, que es pot admirar a les parets del gran triclini que dona al peristil. Sota el fris hi ha quadrets amb grups de Psiques i plafons amb temes mitològics. El peristil era molt acurat, amb nombroses estatuetes adossades a les columnes, basses i fonts. També és sumptuosa la decoració de dues sales laterals de l'atri i obertes al peristil. A la cambra de l'esquerra, entre falses arquitectures i plafons amb vistes, hi ha pintades tres escenes amb Hèrcules escapçant l'Hidra de Lerna, el suplici de Penteu i el de Dirce. A la cambra de la dreta, més àmplia, els quadres representen Dèdal i Pasífae, Ixíon lligat a la roda i Bacus davant Ariadna adormida.

### Casa dels Amorets Daurats

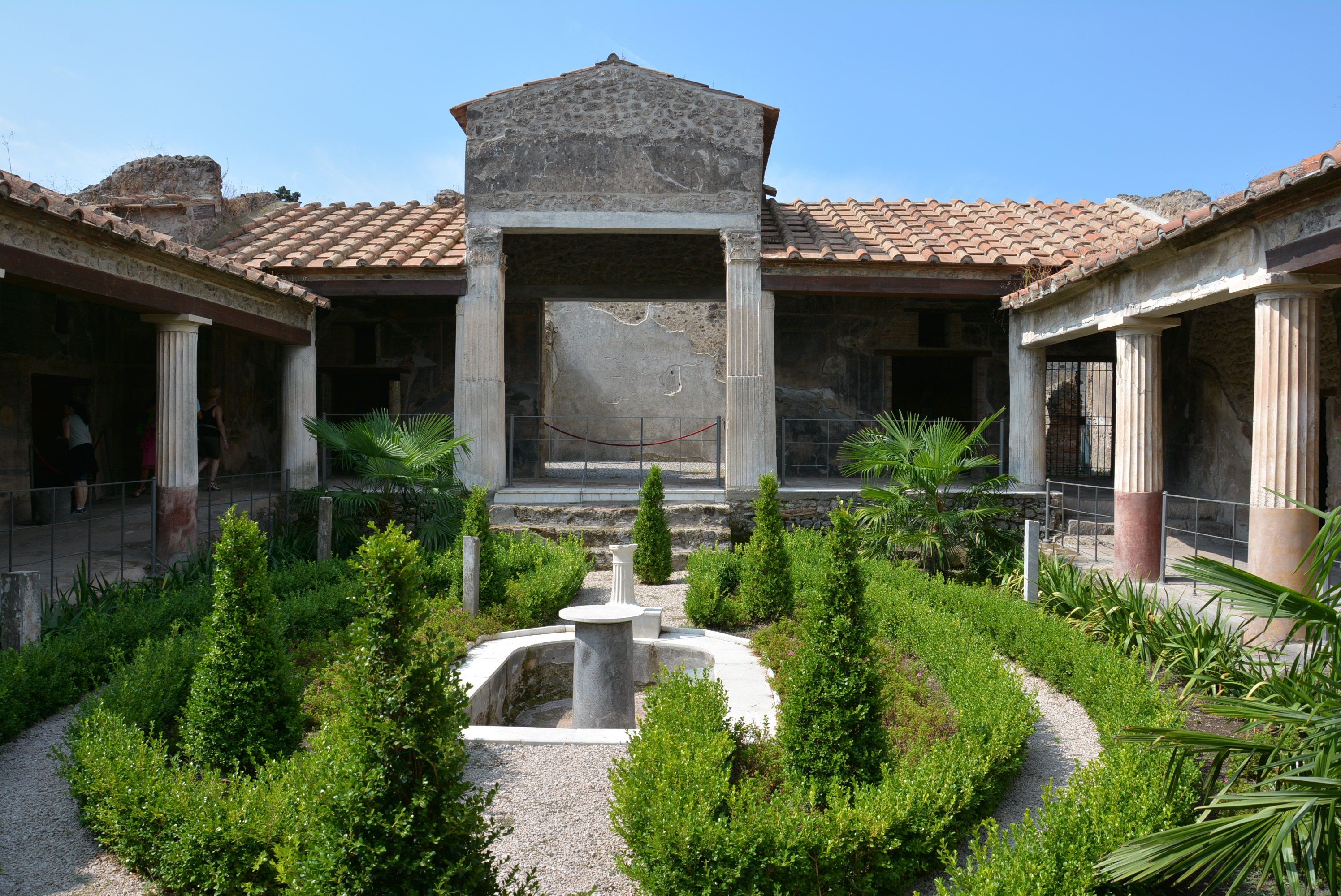
Peristil de la Casa dels Amorets Daurats.

A la següent illa de cases, amb entrada per la via del Vesuvi, hi ha la Casa dels Amorets Daurats, pertanyent a la gens Poppaea i en bon estat de conservació. L'entrada, amb un cubiculum a banda i banda, dona a l'atri i a un vast peristil, desplaçat cap a l'esquerra i molt cuidat: el costat del fons del porxo es veu realçat escenogràficament; entre columna i columna hi havia penjats màscares i discs marmoris esculpits (oscilla). En un racó, hi ha una capelleta (sacellum) dedicada a Isis, mentre que el larari tradicional és al costat nord. Al peristil, dona un gran saló amb terra de mosaic, amb pintures del tercer estil a les parets que representen Tetis a la farga de Vulcà; Jàson i Pèlies, i Aquil·les, Briseida i Pàtrocle. Tots els espais de la casa, alguns elegantment decorats amb pintures i estucs, es disposen entorn del lluminós peristil. El cubiculum que hi ha vora el larari estava ornat amb petits discs de vidre que contenien uns amorets de pa d'or que han donat nom a la casa.

### Casa de les Noces d'Argent
Continuant pel carreró de les Noces d'Argent, s'arriba a la Casa de les Noces d'Argent, anomenada així perquè es va excavar el 1893, any en què se celebraven les noces d'argent d'Humbert I i Margarida de Savoia, els reis italians d'aleshores. Aquest luxós habitatge, la planta del qual mostra no haver estat reestructurat substancialment amb posterioritat, data del segle ii aC. L'atri és majestuós, amb quatre grans columnes de pedra volcànica de Nucèria amb capitells corintis que aguanten el sostre al voltant de l'impluvi. Són bastant interessants alguns espais decorats amb pintures del segon estil i un gran saló de parets negres. La casa tenia també unes petites termes, amb tepidarium i caldarium i amb la piscina per als banys d'aigua freda situada en un jardinet adjacent.

### Casa de Luci Cecili Jocund
Anant enrere, es torna altra vegada a la via del Vesuvi, on, al núm. 26, hi ha la Casa de Luci Cecili Jocund, dins la qual es van trobar uns relleus de marbre que representen espais de la ciutat (el Fòrum, el Castellum Aquae, la porta del Vesuvi) durant el terratrèmol del 62. Però la fama d'aquesta casa es deu a la troballa extraordinària de l'arxiu del propietari, compost per 154 tauletes de cera (era en una cambra sobre l'exedra a l'esquerra del peristil) i del retrat excepcionalment realista de Luci Corneli, col·locat com a decoració de l'atri.

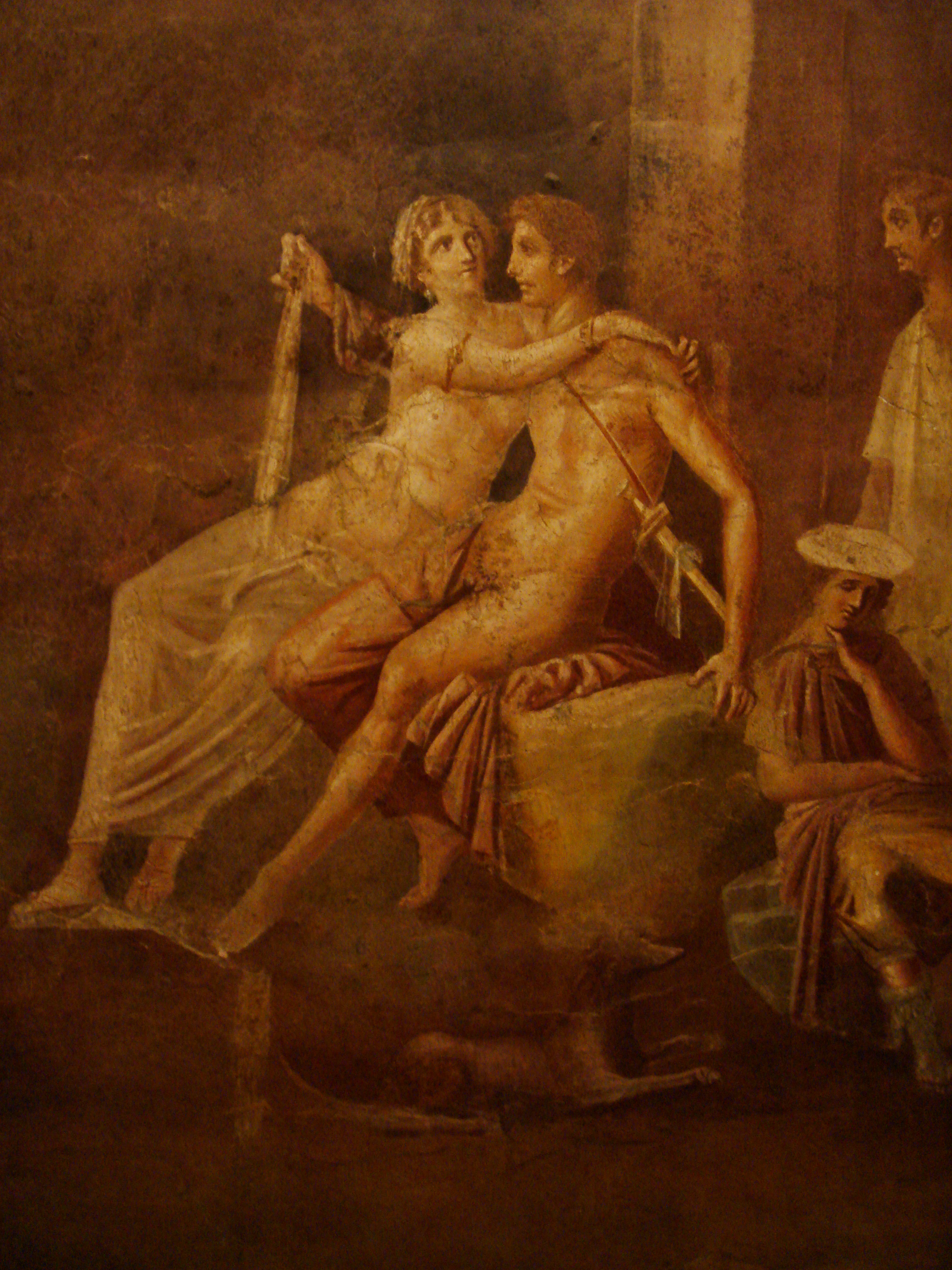
Casa del Citarista, fresc de Dido i Enees.

### Casa del Citarista
Novament a la via Estabiana, al núm. 5, un cop passada la via de l'Abundància, hi ha la Casa del Citarista, anomenada així per la bella estàtua de bronze de l'Apol·lo Citarede o tocador d'arpa (actualment, al Museu Arqueològic Nacional de Nàpols), trobada aquí.

### Casa del Menandre
Un xic més endavant, al carreró del Menandre, es troba la Casa del Menandre, propietat d'un tal Quint Popeu, potser parent de la dona de Neró, Popea Sabina. Bastida entorn del 250 aC, la casa fou de seguida ampliada i refeta, de manera que es veié completament transformada. L'atri, decorat amb pintures del quart estil i amb larari en forma de templet, és envoltat d'alguns espais destinats a usos diversos. Les parets d'una sala de l'esquerra són pintades amb tres escenes dramàtiques tretes del mite troià: la mort de Laocoont i els seus fills, la trobada d'Helena i Menelau al palau de Príam i l'entrada del Cavall a Troia.

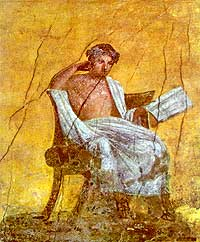
El fresc de Menandre.

El pas de l'atri al tablinum està vorejat de columnes de pedra volcànica recobertes d'estuc pintat; a la dreta del tablinum, hi ha l'anomenat saló Verd, amb les parets decorades amb fines pintures i un terra de mosaic blanc i negre, amb un quadret central (emblema) policrom de temàtica nilòtica. També tenia una interessant decoració musiva el petit atri del bany, situat a l'ala dreta del gran peristil central. En una de les cambres de servei de sota el bany, es va trobar un veritable tresor compost per 118 peces de plata (amb un pes total de 24 kg), monedes per valor de 1.432 sestercis i joies d'or. Segurament, l'amo de la casa havia amagat aquí els seus béns més preuats durant els treballs de restauració de l'habitatge, malmès a causa del terratrèmol del 62.
El vast peristil té columnes recobertes d'estuc i amb els intercolumnis tancats per un muret baix. La paret del fons del peristil té oberts diversos nínxols rectangulars i amb absis, decorats amb pintures: al nínxol central, a la dreta, hi ha la representació del poeta Menandre, assegut i amb un rotlle a la mà, que ha donat nom a la casa. Un d'aquests nínxols en forma d'exedra té l'exemple més antic de pintura de jardí de Pompeia, del segon estil.
Des de la banda oriental del peristil, s'arriba al gran triclini (el de més vastes dimensions de la ciutat, amb 87 m² de superfície i 8 metres d'alt), a algunes sales menors i a la part dedicada al servei.
Continuant pel carreró del Menandre, s'accedeix, per una entrada secundària, a la Casa del Criptopòrtic, caracteritzada per un gran criptopòrtic amb una elaborada decoració pictòrica.

### Taverna d'Asel·lina

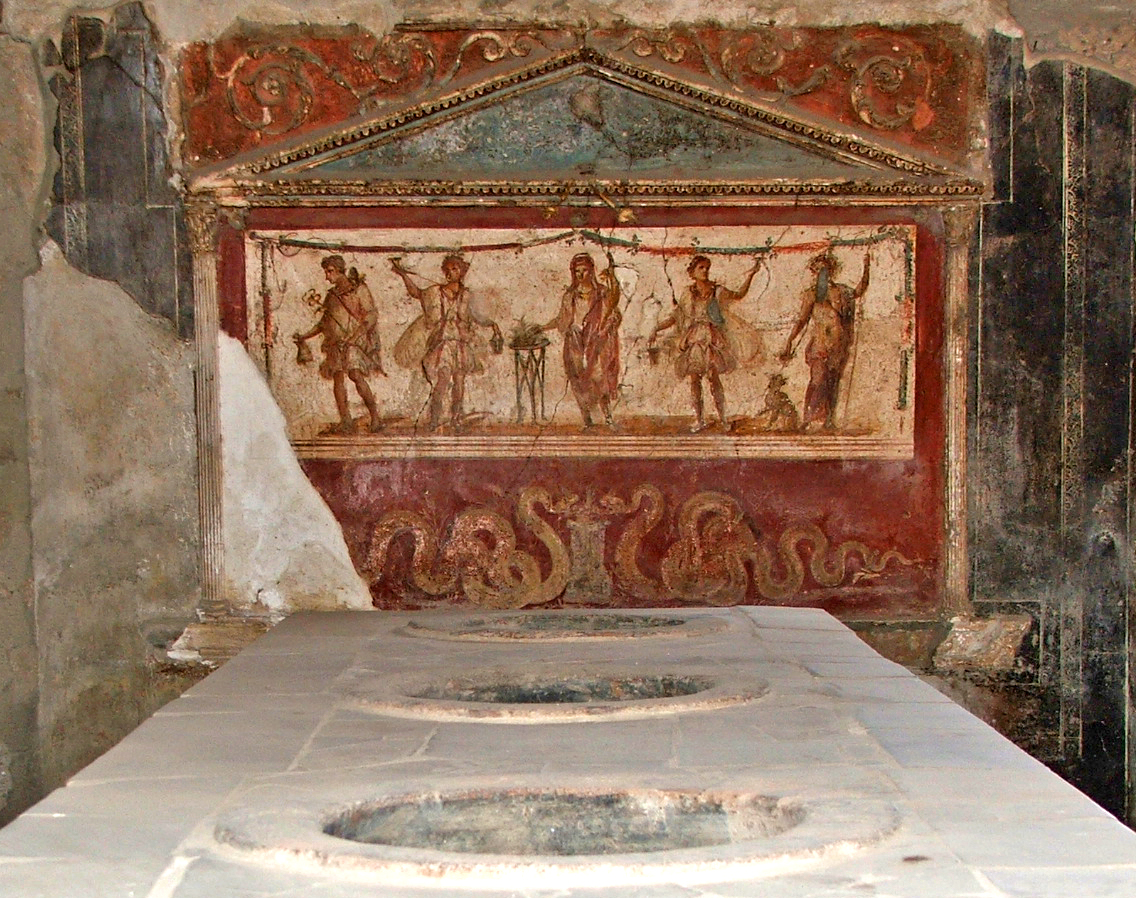
Taulell i decoració mural del thermopolium de Vetuci Plàcid.

D'aquesta casa se surt a la via de l'Abundància; a l'esquerra, es troba la Taverna d'Asel·lina, un thermopolium o local on es venien begudes calentes. És el més ben conservat de Pompeia, amb els recipients de terracota de les begudes encaixats al taulell i una interessant decoració de pintures a les parets.

### Cases de l'insulaVII
Al davant, a l'insula núm. VII, es troben diversos habitatges, entre els quals la Casa de Paqui Pròcul i la Casa de l'Efeb, sobrecarregada de decoració i plena de valuoses obres d'art. D'aquesta casa, que devia pertànyer a un ric comerciant, prové un efeb de bronze, còpia d'un original grec del segle v aC, usat com a suport per a la il·luminació del jardí (ara al Museu Arqueològic Nacional de Nàpols).

### Casa de les Cambres Florides
També a la via de l'Abundància, la Casa de les Cambres Florides (en italià, Casa del Frutteto) presenta una de les decoracions més conegudes de jardins pintats de Pompeia. A diferència del que passa en habitatges més antics (com la Casa del Menandre), aquestes pintures no es troben en sales de representació, sinó en cubicula exquisidament privats, el «blau» i el «negre». Les pintures, d'inspiració egípcia, són de la segona fase del tercer estil.
A l'altra banda del carrer, una mica més endavant, hi ha la Casa de Trebi Valent, amb l'arrebossat del mur exterior ple de pintades electorals.
Al mateix costat de carrer, hi ha la Schola Armaturarum, també coneguda com la Casa dels Gladiadors, on molt probablement hi havia la seu d'una associació militar: en el moment que fou descoberta, algunes armadures encara eren als prestatges de les parets. El 6 de novembre del 2010, es va ensorrar de sobte i l'edifici va quedar totalment destruït.

### Casa d'Octavi Quartió

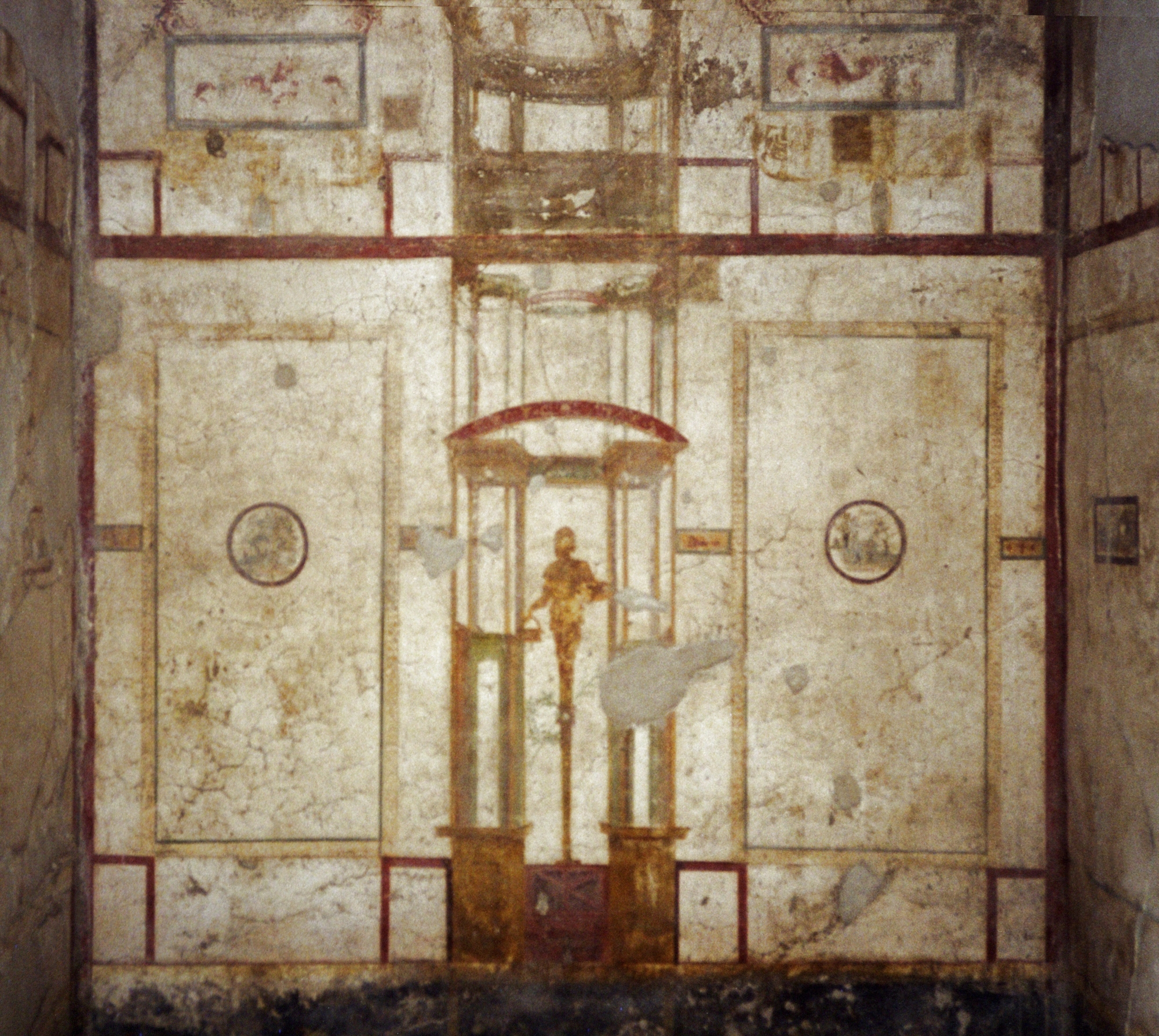
Casa d'Octavi Quartió, pintures murals del quart estil.

Al mateix carrer, és notable, a mà dreta, la Casa d'Octavi Quartió, anomenada erròniament de Loreius Tiburtí, amb dues tavernes (cauponae) a la façana, cosa que demostra que sovint a Pompeia els locals comercials estaven units a les residències senyorials. Vora el gran portal d'entrada, hi ha els seients per als «clients», els protegits de l'amo de la casa, del qual rebien favors, fins i tot econòmics. L'atri rectangular té al centre l'impluvi que, un cop va haver perdut la seva funció originària de recollir l'aigua de la pluja, servia de parterre floral. Pel fons de l'atri, s'accedeix a un petit peristil i després a una llotja porticada que dona al gran jardí, amb un curiós canal (euripus) en forma de T, vora el qual hi havia estatuetes i bustos.
Al final del braç transversal de l'euripus, hi ha un biclini per als àpats a l'aire lliure, amb una font dins un templet, a banda i banda de la qual hi ha unes pintures d'un tal Lucius, inspirades en la mort per amor: l'una representa Narcís mirant-se a l'aigua de la font i l'altra Píram suïcidant-se quan troba el vel ensangonat de Tisbe. A l'extrem occidental de la llotja porticada, hi ha una cambra amb delicades pintures del quart estil sobre un fons blanc i groc, que potser era la capella (sacellum) d'alguna divinitat.

### Vil·la de Júlia Fèlix

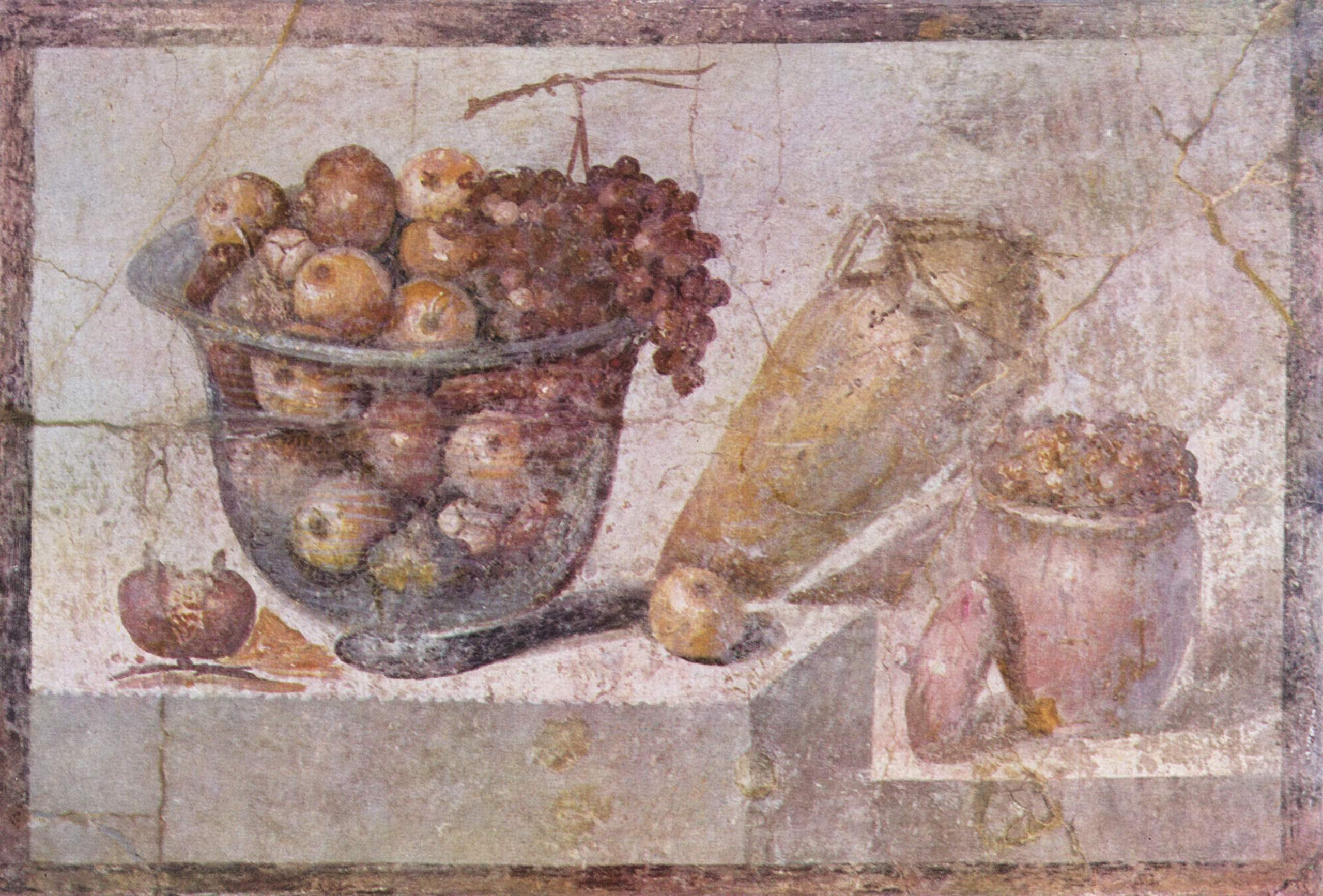
Un dels frescos de la vil·la.

Després de la Casa de Venus, batejada així per una pintura a la paret del fons del peristil, ve la Vil·la de Júlia Fèlix, ja explorada entre el 1755 i el 1757, despullada de les seves obres d'art i tornada a enterrar, i novament excavada els anys 1952-53. Tal com es dedueix clarament d'una inscripció trobada aquí (actualment al Museu Arqueològic Nacional de Nàpols), l'emprenedora Júlia Fèlix, en el període de crisi d'allotjament consegüent al terratrèmol del 62, havia decidit de llogar una part de la seva propietat, i exactament un elegant bany privat, botigues i apartaments. La part residencial de la vil·la té un gran jardí porxat, travessat per un viver de peixos. Al centre del costat oest del pòrtic, hi ha un triclini d'estiu amb la volta que imita una gruta.

### Amfiteatre

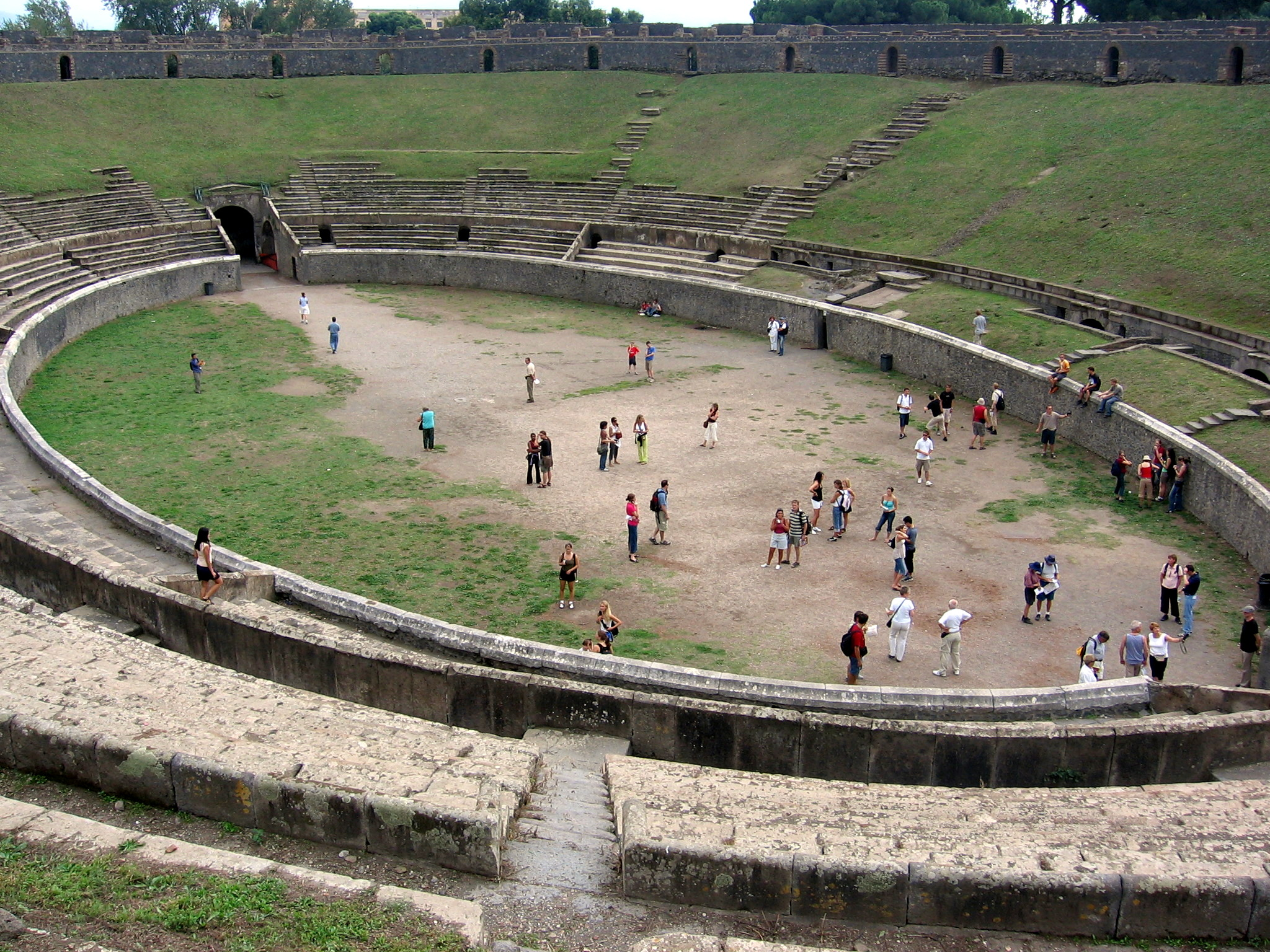
L'arena de l'amfiteatre.

Al final de la via de l'Abundància, un carrer transversal porta a la plaça on s'aixeca la majestuosa mola de l'Amfiteatre, edificat pels volts de l'any 80 aC per Gai Quincti Valgus i Marc Porci, duumvirs quinquennals. Constitueix l'exemple més antic conegut fins ara d'edifici de pedra d'aquesta mena;
a Roma, per exemple, el primer amfiteatre fou el d'Estatili Taure, de l'any 29 aC. L'amfiteatre de Pompeia, a diferència de les construccions similars d'època imperial, no tenia soterranis davall l'arena, que resultava molt més baixa que el nivell de la plaça. La càvea es divideix en tres sèries de graderies, l'última de les quals es reservava a les dones. A la part superior de l'amfiteatre, encara són visibles els forats destinats a allotjar les subjeccions del «velari», el tendal gegantí que s'estenia per protegir els espectadors del sol i de la pluja.
L'amfiteatre fou l'escenari del concert del grup de rock Pink Floyd el 1971.

### Palestra Gran

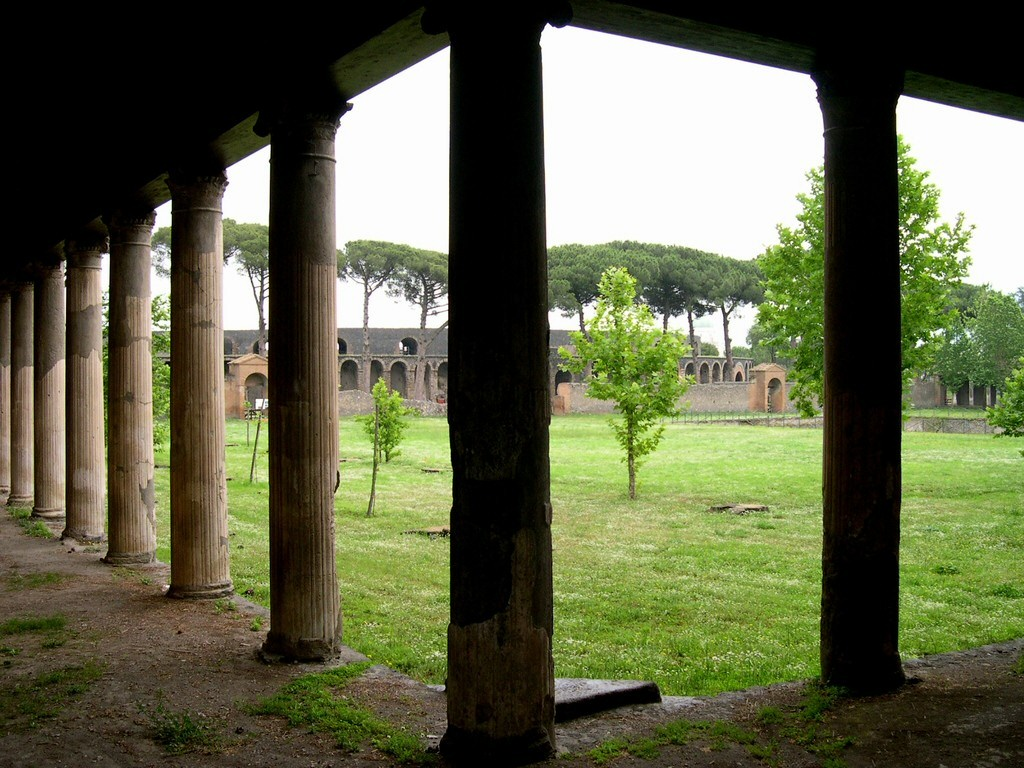
La Palestra Gran.

Al costat de l'amfiteatre, s'estén un extens edifici per a les activitats gimnàstiques, l'anomenada Palestra Gran, d'època imperial, constituïda per un espai rectangular (141 x 107 m) clos per un alt mur.
Al centre, hi ha una piscina (natatio) de 34,55 x 22,25 m, amb el fons en pendent, per tal d'oferir als nedadors la possibilitat de gaudir de diverses fondàries de l'aigua (d'un mínim d'un metre fins a un màxim de 2,60 m).
A la muralla de la ciutat, vora la palestra, s'obre la porta de Nucèria, fora la qual ha sortit a la llum una interessant necròpolis amb tombes de diferents tipus: en forma de cambra, edícula, hemicicle, altar i fins i tot veritables mausoleus.